# Fée
Vous lisez un « article de qualité » labellisé en 2010.
Pour les articles homonymes, voir Fée (homonymie).
Une fée est un être légendaire, généralement décrit comme anthropomorphe et féminin, d'une grande beauté, capable de conférer des dons aux nouveau-nés, de voler dans les airs, de lancer des sorts et d'influencer le futur. L'idée que l'homme se fait des fées varie selon les cultures et les pays : revenantes, anges déchus, élémentaires ou même humaines, minuscules ou immenses, toutes sont étroitement liées aux forces de la nature et au concept de monde parallèle. La Befana, la Dame blanche, les sirènes, les nymphes, Morgane, Viviane et une grande variété d'êtres et de créatures généralement féminines peuvent être considérés comme des « fées ». En anglais, le nom fairies désigne les fées, mais également toutes les petites créatures anthropomorphes du folklore païen telles que les lutins, les nains et les elfes.
Issues des croyances populaires et de mythologies anciennes, de la littérature inspirée du folklore et des contes celtiques ainsi que d'anciennes divinités, les fées sont une création de l'Occident médiéval. Elles jouent des rôles très variés. Si certaines aident, soignent, guident des personnes ou leur fournissent des armes enchantées, d'autres fées sont plus connues pour leurs « tours », leur habitude de danser en cercle et d'enlever des personnes, en particulier les nouveau-nés humains qu'elles remplacent par un changelin. Douées de facultés magiques, elles se déguisent et modifient l'apparence de ce qui les entoure.
Dès le XIIe siècle, deux grandes figures féeriques se distinguent dans la littérature d'Europe de l'Ouest : la fée marraine et la fée amante. Bien connues de la littérature médiévale, les fées disparaissent des récits à l'arrivée de la Renaissance, pour réapparaître sous de nouvelles formes dans Le Songe d'une nuit d'été de William Shakespeare, et les contes merveilleux qui modifient leur taille, leur apparence et leur symbolique. Les petites fées anglo-saxonnes sont popularisées durant l'époque victorienne, notamment par la peinture féerique. Les fées font toujours partie intégrante des croyances populaires dans les régions de culture celte, en Islande et dans toute la Scandinavie, où des précautions à tenir envers elles sont popularisées par le folklore. Elles restent connues des folklores allemand, français et wallon, bien que les croyances aient largement reculé au XXe siècle. De tous temps, des personnes ont affirmé voir les fées, communiquer avec elles et invoquer leur aide ; en Angleterre, l'affaire des fées de Cottingley entraîne un long débat sur la réalité de leur existence.
Les fées sont désormais des personnages incontournables de la littérature fantastique et fantasy et du cinéma, entre autres grâce à Walt Disney qui les a largement popularisées aux États-Unis, et à des films comme Dark Crystal. Elles intéressent des chercheurs comme Katharine Mary Briggs, des illustrateurs tels que Cicely Mary Barker, Brian Froud et Alan Lee, ainsi que des conteurs comme l'elficologue Pierre Dubois à qui l'on doit, en France, la redécouverte du folklore qui leur est lié.

## Étymologie, terminologie et expressions populaires

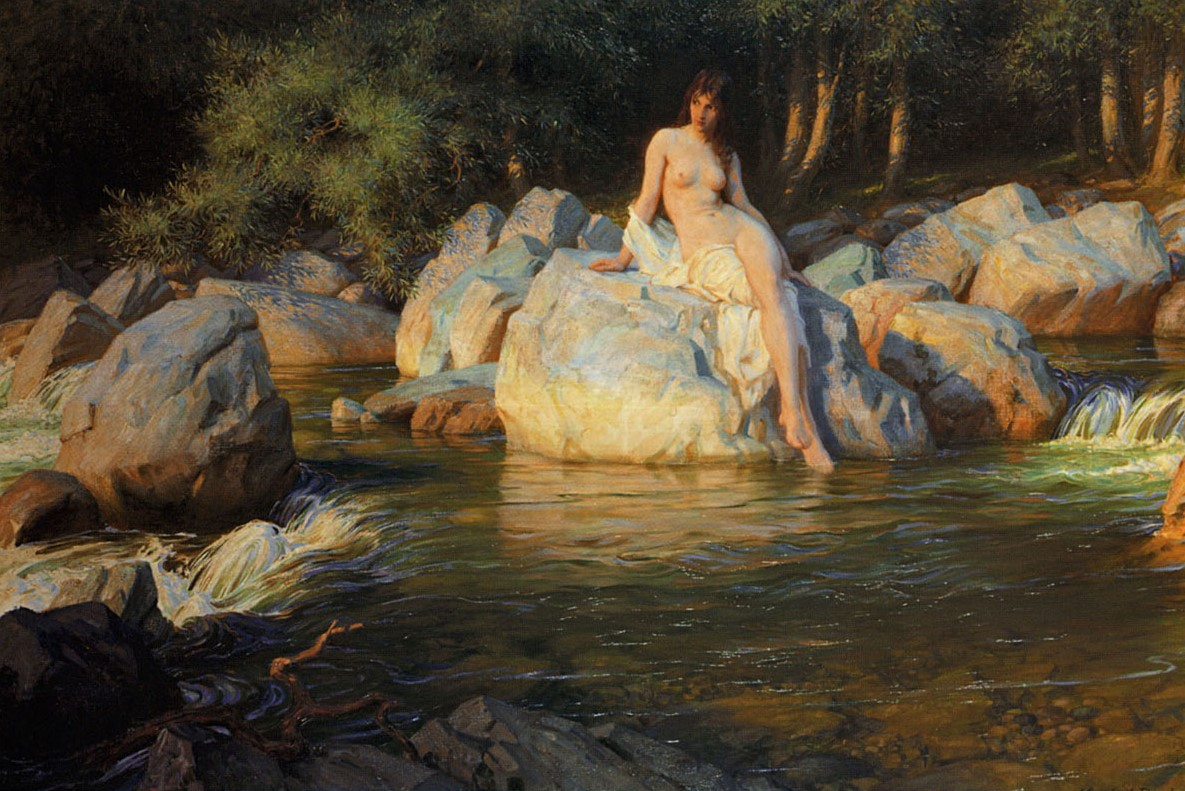
Le kelpie, fée Unseelie et métamorphe issue du folklore écossais, personnifiant les dangers de l'eau. The kelpie de Herbert James Draper, 1913.

Le mot « fée » (prononcé [fe] ) provient du latin Fata, nom du genre féminin qu'il ne faut pas confondre avec le pluriel neutre de fatum, désignant une déesse de la destinée (une Parque) et de genre féminin. D'après Alfred Maury, le vocable fata, utilisé par les Gallo-romains pour désigner les anciennes divinités, est resté dans la mémoire populaire. Fata a donné « fée » en langue d'oïl, fadas en occitan et hadas en gascon. Cette racine latine est directement issue des trois Parques de la mythologie romaine, également connues sous le nom de fatae, dont l'équivalent dans la mythologie grecque est le groupe des trois Moires, divinités gardiennes du Destin (moïra en grec ancien, signifiant « lot », « part qui revient à chacun »). Ce dernier terme est dérivé d'un verbe signifiant à la fois « recevoir sa part » et « être séparé de ». L'étymologie latine et grecque laisse à penser que la fée est liée au destin, ou bien possède une capacité à l'influencer, ainsi qu'un don de prédiction.
En français moderne, « fée » possède un genre grammatical féminin qui accentue la caractéristique sexuée féminine. Dans d'autres cultures occidentales, « fée » est traduit par un mot sans lien avec la racine latine fata. En effet, les cultures irlandaises et scandinaves utilisent respectivement les racines alfr (gaélique) et älf (norrois) ; cette dernière racine étant celle du mot « elfe ». On constate alors que la définition de la nature et du rôle des fées est beaucoup moins restrictive, autant dans l'étymologie que dans le folklore féerique, et peut englober toutes les créatures du petit peuple.
D'après Alfred Maury, le terme « fée » était autrefois utilisé comme adjectif. Issu du latin fatum et du bas latin fatatus, il est devenu « faé » sous la forme médiévale en ancien français, puis « fé », signifiant « destiné » et « enchanté ». On l'utilisait pour qualifier tout lieu, objet ou être surnaturel, l'adjectif prenant alors le sens « d'enchanté », c'est-à-dire touché par une magie, ou selon le dictionnaire d'Antoine Furetière de 1694, comme une « chose enchantée par quelque puissance supérieure, des armes fées, qui ne peuvent être percées ». Cet usage s'est perdu et ne subsiste que dans quelques langues régionales, mais l'anglais l'utilise encore avec le vocable faery, également orthographié fairy . On utilisait également le verbe « féer » dans le sens d'« enchanter » ou « être enchanté ».
De nombreuses épithètes sont utilisées pour désigner les fées, telles que « bonnes », « bonnes-dames » et « bonnes et franches pucelles » en français, « bon peuple », « peuple des Fées » (wee folk, good folk, people of peace, fair folk…) ou d'autres euphémismes en langue anglaise, laissant à supposer qu'il est dangereux ou irrespectueux de prononcer leur nom.
Les fées sont par ailleurs à l'origine de nombreux proverbes et expressions populaires liés à leurs qualités supposées, comme leur habileté manuelle: « avoir des doigts de fée », une « fée du logis », un « travail/ouvrage de fée ».

## Caractéristiques

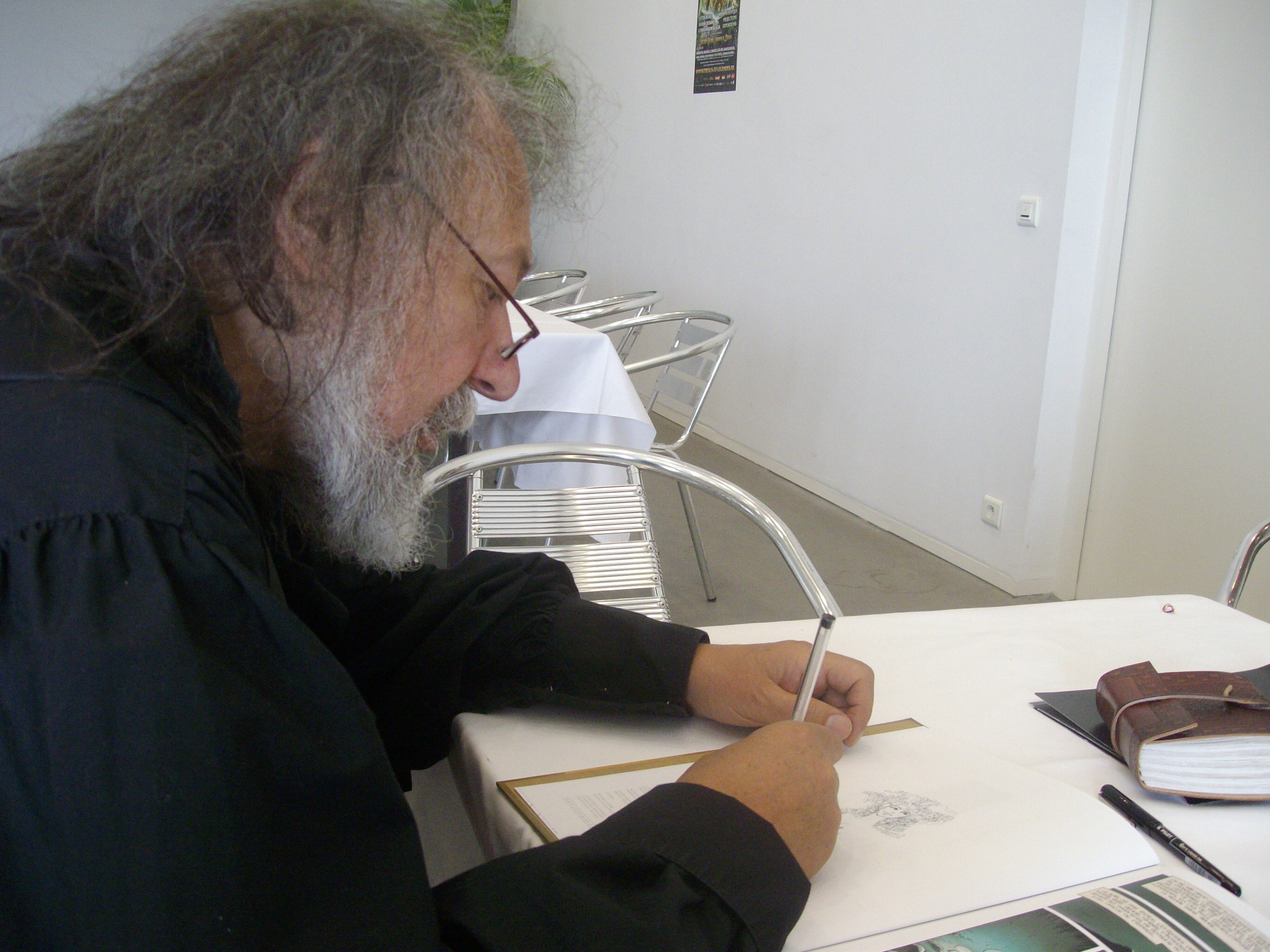
Pierre Dubois, spécialiste français du petit peuple, dédicace l'un de ses albums en dessinant une fée au festival Trolls et Légendes de Mons, avril 2011.

La notion de « fées » a donné naissance à des mythes, des histoires et des études sur une très longue période. Elles sont majoritairement vues comme des êtres anthropomorphes dotés de pouvoirs magiques, qui interviennent dans la vie des humains. Cependant, l'oubli ou l'assimilation des divers folklores ont créé une confusion entre des créatures aux noms et aux caractéristiques opposées, issues de langues et de traditions distinctes. Les fées sont donc multiformes et de nombreuses classifications ont été établies à leur sujet.

### Créatures décrites comme«fées»
Ce sont les déités des lieux, des sources, des montagnes, des prés et des bois, les maîtresses de nos songes, les Reines d'Avallon, les Serpes de l'obscur, les Nymphes de l'aurore ; celles qui font et défont les saisons. Mais ces « Puissantes », dont certains hésitent à prononcer le nom, possèdent un cœur de femme que brise le moindre manquement.
Le nom « fée » désigne des créatures différentes en fonction des pays et des racines linguistiques.

#### Conception française et germanique

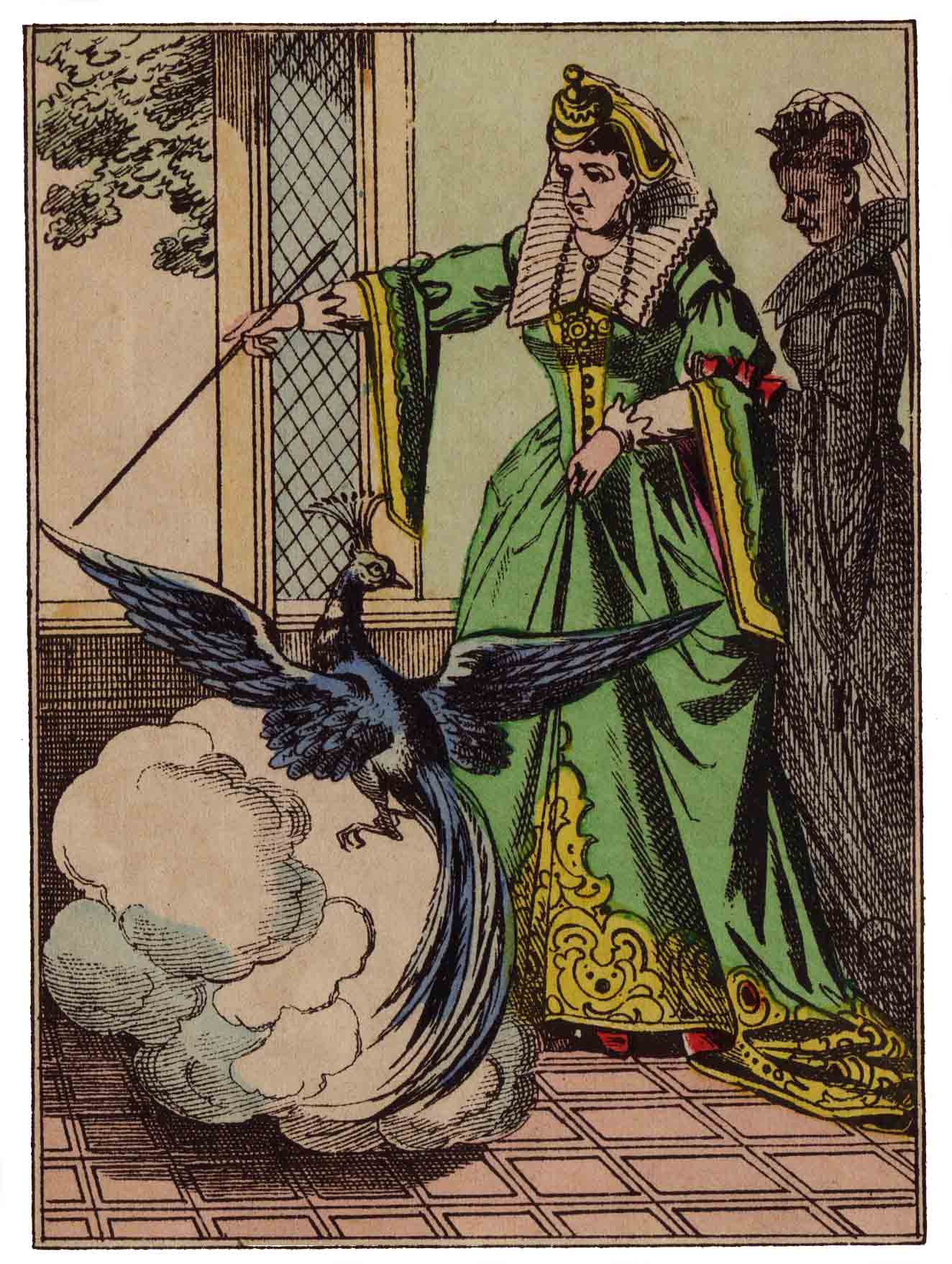
Fée telle que popularisée par les contes merveilleux, ici, sur une image d'Épinal illustrant L'Oiseau Bleu.

Selon la conception française et germanique des fées, ce sont des êtres féminins dotés de pouvoirs surnaturels influant sur la destinée humaine. Laurence Harf-Lancner propose la définition de « femme surnaturelle, habitante d'un Autre Monde qui délaisse son lointain royaume pour s'intéresser de près aux affaires des mortels et diriger leur destinée ». Le Dictionnaire Bouillet les présente au XIXe siècle comme jouissant d'un pouvoir surhumain, mais soumises quelquefois à des lois étranges et humiliantes.
L'elficologue Pierre Dubois, spécialiste français du sujet et auteur de La Grande Encyclopédie des fées parue en 1996, les présente comme des marraines, devineresses et enchanteresses représentant les forces de la nature, bien distinctes des elfes et des lutins, esprits masculins, souvent farceurs pour ces derniers. Il distingue les fées qui contrôlent le ciel, par exemple en faisant tomber la neige, la pluie et l'orage, ou qui annoncent les saisons telles le printemps et la période de l'Avent, la Befana et la Guillaneu étant des exemples. Les « fées du foyer » sont celles qui vivent dans les demeures humaines qu'elles protègent, mais peuvent aussi terroriser les habitants ou mettre le désordre, telles les gianes et les martes. Cette distinction avait été déjà envisagée par Katharine Mary Briggs. Il distingue ensuite les fées venues d'autres mondes, souvent nocturnes, comme les dames blanches, les banshees et les lavandières de nuit. Restent les fées des eaux, celles de la végétation, et les fées aériennes liées au rêve comme Margot, Morgane et Viviane. Bien qu'il voie les fées comme féminines, il mentionne aussi des hommes-fées (ou « féetauds ») dont parlait Paul Sébillot, le plus illustre représentant étant le roi Obéron.
Dans les croyances germaniques, elles-mêmes influencées par des emprunts à la littérature celtique et romane, Claude Lecouteux distingue trois types d'êtres surnaturels : les géants, les nains et les fées.

#### Conception anglo-saxonne
La notion de fée dans le monde anglo-saxon est différente de celle qui prévaut dans la Francophonie. Le terme français « fée », repris en langue allemande, ne désigne pas toujours le même type de créature que les termes anglais « fairies » et « faeries ». Pour la spécialiste anglaise Katharine Mary Briggs, le mot fairies (« fées ») peut décrire toute créature magique (un cheval-fée, une biche-fée, etc.), l'ensemble du petit peuple, ou un type spécifique de créatures plus éthérées. Certaines créatures anglo-saxonnes décrites comme fées possèdent le pouvoir de se métamorphoser, c'est le cas des selkies (peuple des phoques) et des kelpies (chevaux ondins). Les chiens noirs, eux aussi « fées », semblent plus constants dans leur forme. Le nom de « fairies » concerne le petit peuple issu de la mythologie celtique dans son ensemble, incluant les lutins, les nains et les elfes du folklore germanique, les trolls, les gnomes, les korrigans, etc.. Dans la culture anglo-saxonne ainsi que la germanique, c'est la « fée des dents » qui remplace les dents de laits perdues par les enfants par de l’argent. En Italie, ce personnage coexiste avec la petite souris.

### Archétypes féeriques
L'étude du folklore et de la littérature ont permis de distinguer les différents rôles attribués aux fées, notamment via les travaux des universitaires Katharine Briggs (An Encyclopedia of Fairies) et Laurence Harf-Lancner (Le Monde des fées dans l'Occident médiéval). Selon elle, deux grands archétypes féeriques peuvent être identifiés dès le Moyen Âge : celui de la fée dite « fata », ou fée marraine, et celui de la fée amante. Ils semblent s'être différenciés au XIIe siècle, par le biais de la littérature inspirée du folklore et des contes celtiques, alors qu'ils étaient auparavant fondus en un seul. Les deux étaient connues du folklore vers l'an mille, ainsi que le rapporte Burchard de Worms. Cette distinction ne fait toutefois pas l'unanimité chez les spécialistes, notamment en ce qui concerne les fées de la légende arthurienne, dont les rôles sont multiples. Les contes merveilleux ont popularisé la fée marraine et son antithèse, la fée Carabosse.
Durant le Moyen Âge germanique et selon Claude Lecouteux, les fées peuvent se faire tour à tour anges gardiens, médecins, guides et éducatrices, possèdent des objets merveilleux et des dons magiques, ainsi qu'une capacité à surgir à point nommé pour aider les héros (fonction adjuvante). Dans certains textes médiévaux tels Artus de Bretagne, les fées sont le « double tutélaire d'un héros assurant le cycle saisonnier ». Lecouteux a examiné la croyance médiévale du double, dont il semble voir des réminiscences issues d'un chamanisme primitif dans le lai de Lanval.

#### Fée fata ou fée marraine

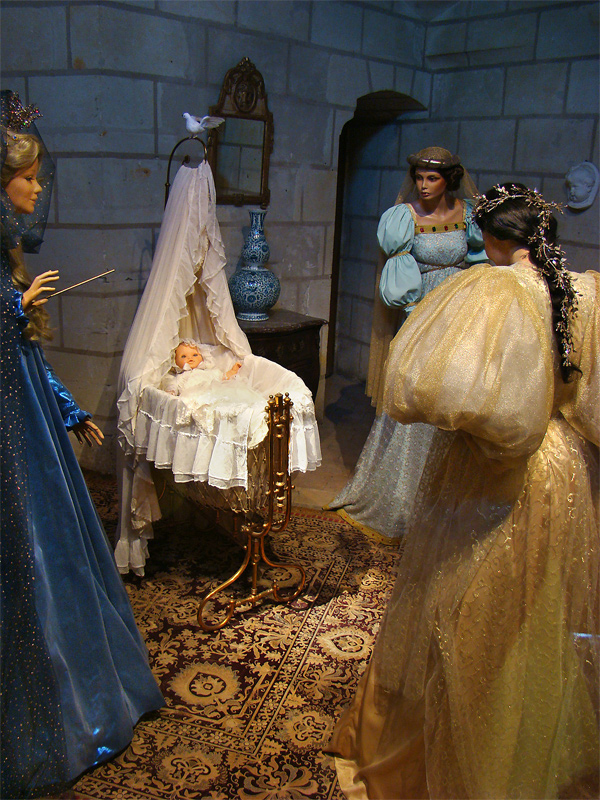
Fées marraines autour du berceau de La Belle au bois dormant, scène du Château d’Ussé en Indre-et-Loire.

Selon Laurence Harf-Lancner, la fée fata, ou fée marraine, est vraisemblablement issue d'un mélange entre la figure des trois Parques de la mythologie romaine et des triades tutélaires celtiques liées à la fertilité et l'abondance, dont le souvenir est demeuré vivace au Moyen Âge. Cette créature tutélaire se penche sur le berceau d'un nouveau-né pour apporter protection et grâces magiques, c'est une fée « matrone » comme dans le conte La Belle au bois dormant et sa forme plus ancienne, Perceforest. Elle était semble-t-il vénérée vers l'an mille. Ces fées maternelles élèvent et éduquent de jeunes héros, avant de leur remettre des armes merveilleuses.

#### Fée amante
« Belles à nulle autre pareille, et qui plus est enchanteresses, et qui plus est éternelles ! À qui d'autre peut mieux rêver le rêveur de rêves qui n'a que le rêve pour aimer et être aimé au-dessus de ses moyens ? Qui d'autre pour lui entrouvrir l'or des aventures, des serments d'immortalité, accomplir ses espérances d'enfance lorsqu'il se voulait chevalier, chasseur de dragon, amant pour toujours d'une fée belle à nulle autre pareille ? »

— Pierre Dubois, Lanval

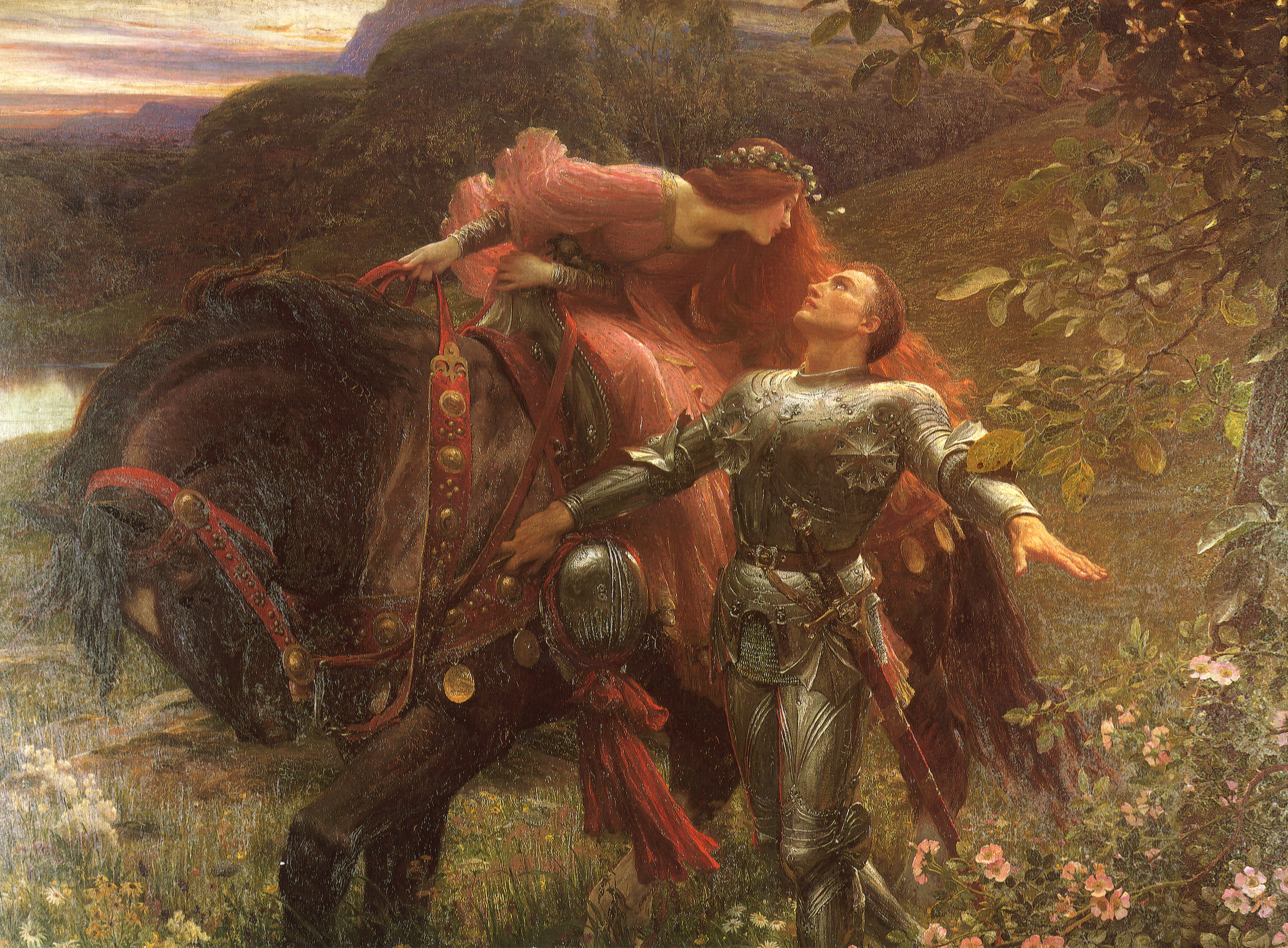
Des histoires de chevaliers tombant amoureux de fées se retrouvent partout. La Belle Dame sans merci, peinture de Frank Bernard Dicksee.

Burchard de Worms met en garde contre la croyance selon laquelle des femmes de la forêt sorties de nulle part viennent donner du plaisir aux hommes, puis disparaissent : ce témoignage aux alentours de l'an mille est l'un des plus anciens concernant la fée amante. Elle est décrite comme une magnifique jeune femme surnaturelle qui éveille chez les chevaliers et les héros un désir d'amour immédiat. Des histoires où les hommes héroïques se font aimer de telles créatures féminines se retrouvent partout dans le monde, aussi bien en Grèce antique que chez les Inuits ou les Amérindiens. La fée amante est toutefois une création littéraire occidentale du XIIe siècle. Ses amours sont toujours assujetties à une condition (dans le lai de Lanval, il s'agit de ne pas en parler et dans la légende de Mélusine, de ne pas chercher à la voir le samedi). Si l'interdit n'est pas respecté, la fée peut se venger cruellement, allant jusqu'à donner la mort à ses amants. La Belle Dame sans merci, héroïne d'un poème de John Keats, la reine des fées dans Thomas le Rhymer et celle de Tam Lin sont des exemples de fées amantes piégeant les hommes par leur amour.

#### Vieille fée et mauvaise fée

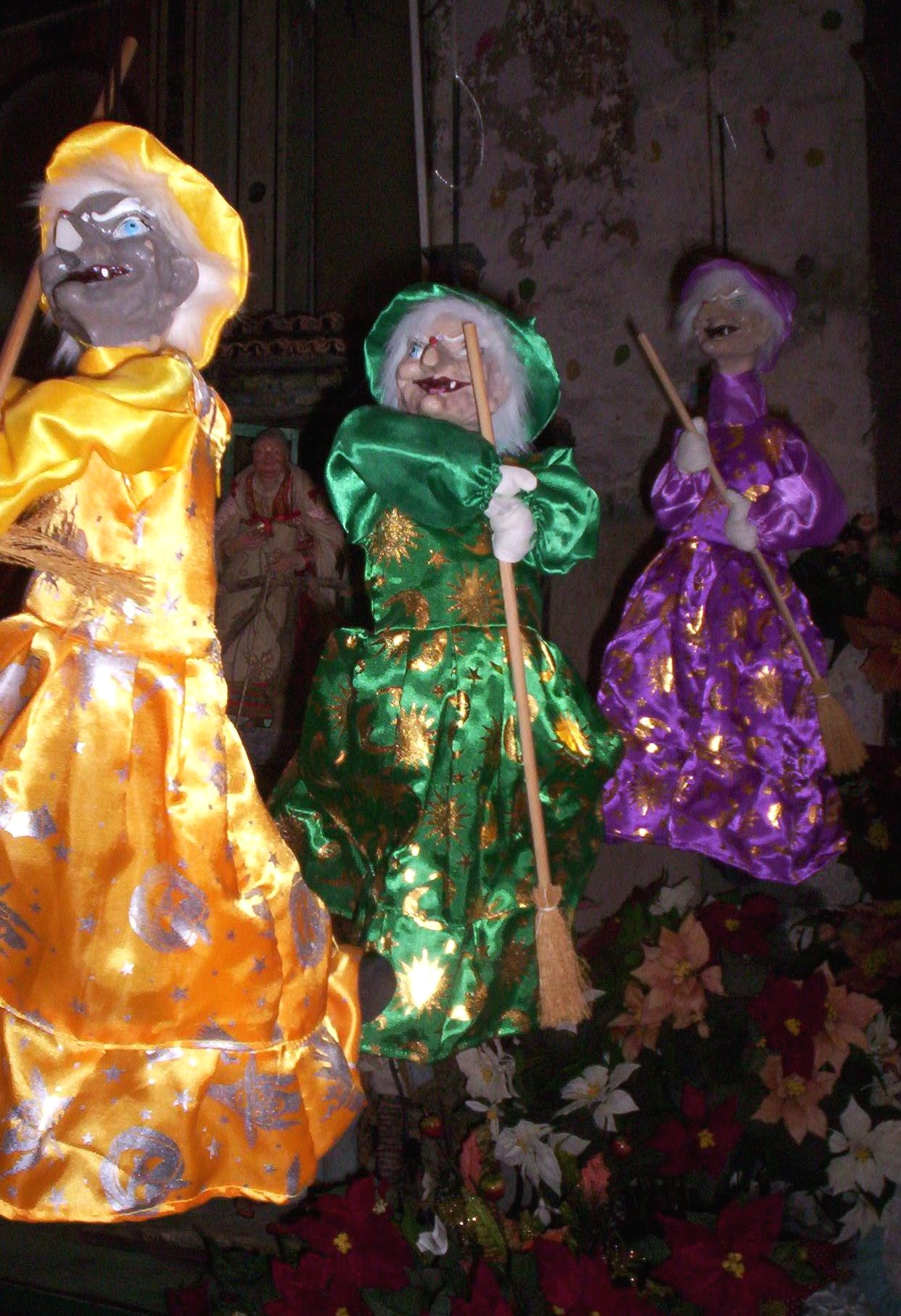
La Befana, vieille fée de Noël qui apporte des cadeaux aux enfants italiens.

Les contes ont popularisé la figure de la fée Carabosse, ou vieille fée, antithèse de la fée marraine, qui maudit les nouveau-nés. Cependant, les vieilles fées se rencontrent également dans le folklore français, où si elles semblent éternellement vieilles, elles ne se révèlent pas toujours maléfiques. Pierre Dubois en cite plusieurs en Europe, comme la Befana, tante Arie et les trottes-vieilles, qui apportent les cadeaux de Noël. Toutefois, la plupart sont maléfiques, telles la chauchevieille, Meiga, et les fées déchues (Fausserole, Teugghia), parfois issues de la diabolisation des esprits du terroir. Les Sluagh sont souvent décrites comme des fées mortes-vivantes. Au Maroc, Aïcha Kandicha, sorte de fée ogresse de la culture musulmane, est comparable à la fée Carabosse.

#### Esprits élémentaires et forces de la nature
Bon nombre de fées personnifient des forces de la nature et peuvent avoir pour fonction de la protéger ou de symboliser ses attraits comme ses dangers. Il est universellement reconnu que les fées ne sont jamais liées aux zones urbaines, mais plutôt à la nature, et particulièrement aux forêts, collines et points d'eau. Gaston Bachelard, notamment, a attribué aux Éléments naturels une existence autre que physique, ayant trait à leur symbolisme, à leur côté poétique et aux créations imaginaires qu'ils suscitent, comme celle des fées. Certains cultes à la nature sont à l'origine de croyances féeriques, un peu partout dans le monde.

##### Fées des eaux

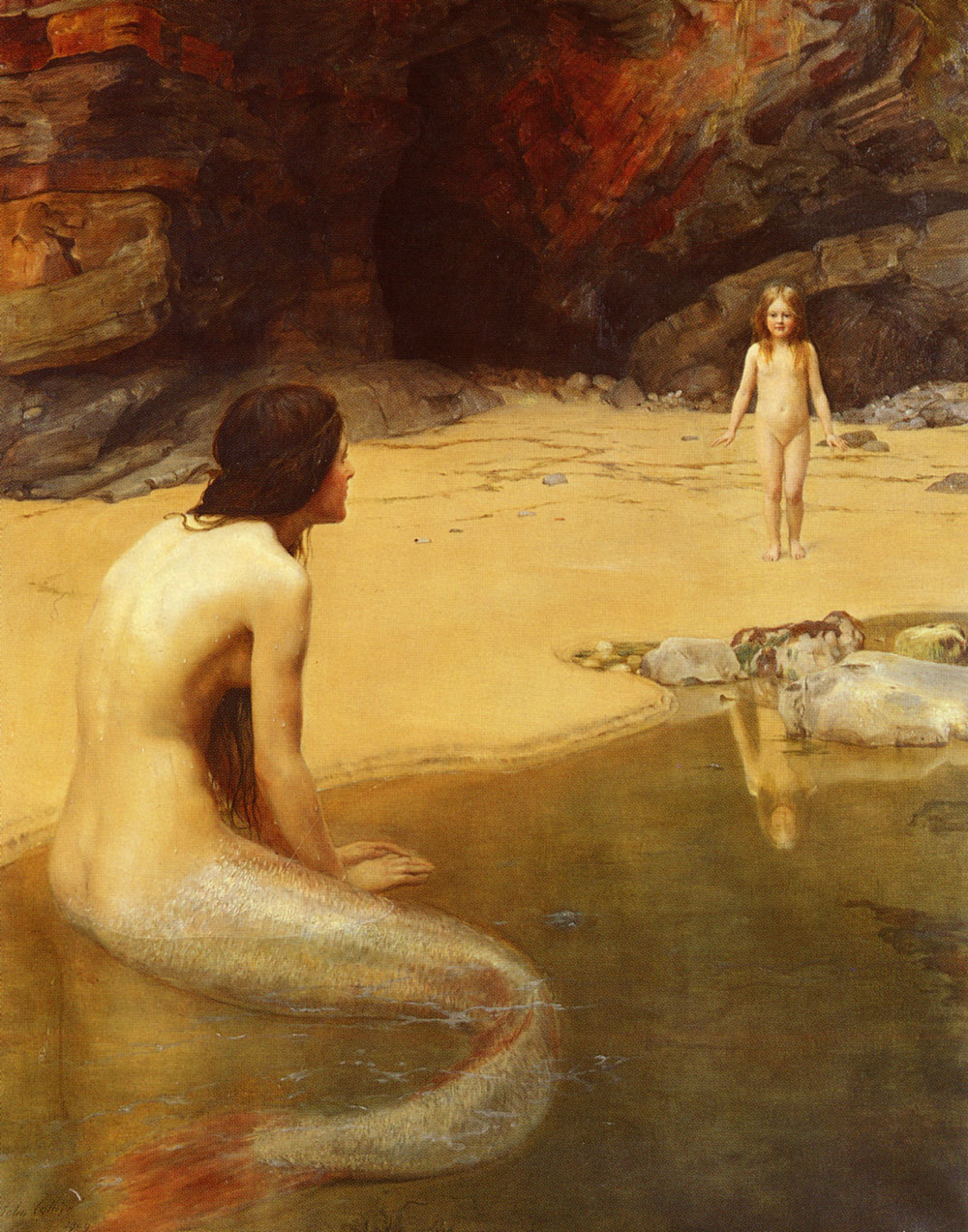
Les sirènes font partie des fées aquatiques selon Pierre Dubois. Ici, The Land Baby de John Collier, 1899.

Les fées des eaux sont universellement connues, et incluent les sirènes, les nixes, les ondines, la vouivre, les Marie Morganes, la Rusalka, Vila, et même Mélusine, Morgane ou la Dame du lac à l'origine. Claude Lecouteux cite un grand nombre d'êtres anthropomorphes cachés sous les eaux à guetter le passage d'imprudents pour les dévorer, dans le folklore germanique. Il semblerait que les naïades, les Néréides et les sirènes de la mythologie grecque soient aussi à l'origine de la « fée des eaux ». La folkloriste Françoise Morvan a étudié ces créatures féminines qui, depuis des siècles, hantent les traditions populaires et donnent naissance à des récits étranges, qui ont eux-mêmes servi de source au romantisme européen. La mer primordiale étant un élément féminisé, la perception symbolique des rivières, sources et lacs est alors la même, celle d'un élément féminin qui influence la représentation des fées aquatiques comme superbes femmes à la longue chevelure flottante. Les fées des eaux ont toutes été diabolisées par le christianisme médiéval.

##### Fées des végétaux

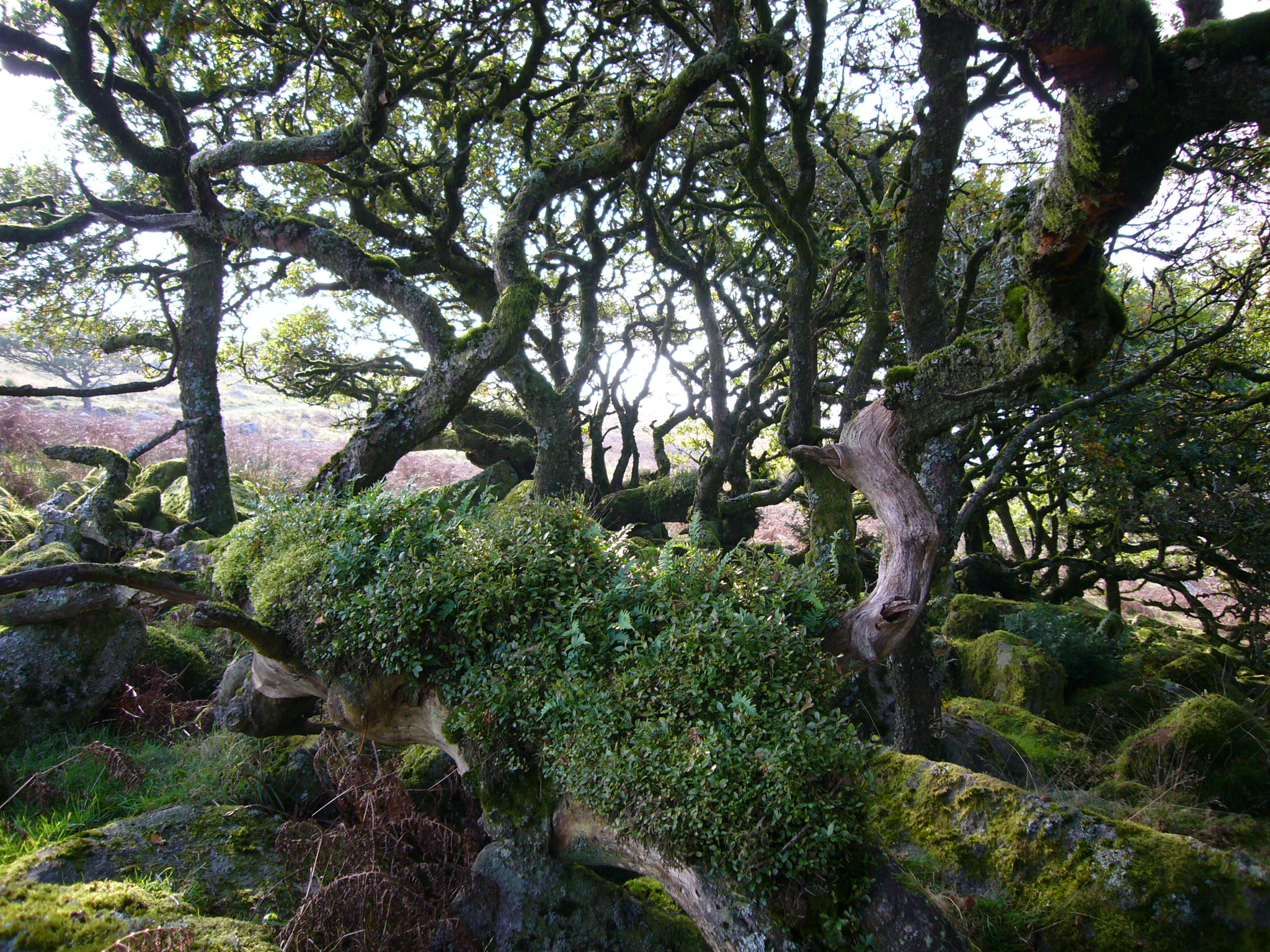
Wistman's Wood, dans la forêt du Dartmoor, est un lieu que l'on dit fréquenté par les fées.

Les fées des végétaux, de la minuscule pillywiggin anglaise protectrice des fleurs à la dame verte de Franche-Comté, sont très nombreuses. Le culte des arbres est attesté avant la christianisation, preuve que le règne végétal est personnifié et considéré (en quelque sorte) comme « fée » depuis l'Antiquité. Alfred Maury assure que le respect religieux avec lequel les anciens Celtes pénétraient dans les forêts est dû à leur considération comme demeure des divinités. Les dryades et hamadryades, à l'origine divinités mineures du culte des arbres et de la forêt dans la mythologie grecque, sont parfois vues comme des fées. La blanche biche des légendes médiévales, qui apparaît au milieu des forêts et pousse les hommes à la suivre, est encore une fois liée aux fées puisque dans ce type de légende, la poursuite d'un gibier blanc (biche, cerf, lièvre ou sanglier) en pleine forêt mène à leur royaume.
Cette association des fées aux forêts est due au fait qu'il suffit d'entrer dans une forêt pour ressentir l'impression de « s'enfoncer dans un monde sans limite », d'après Gaston Bachelard. Pierre Dubois interprète cette sensation comme une ouverture aux rencontres féeriques.
La croyance populaire associe les forêts de Huelgoat, de Fouesnant, de Brocéliande (la forêt de Paimpont), du Dartmoor et du Devon (Wistman's Wood), ainsi que les landes écossaises et Irlandaises (telles Glendalough) aux demeures des fées, assurant que ces créatures s'y trouvent encore.

#### Changelings
Un changeling (ou changelin) est un être féerique substitué à un enfant, dont la légende est connue dans toute l'Europe de l'Ouest. Les raisons d'un tel échange sont multiples, il peut s'agir d'un tour joué par les fées, du paiement d'une dette contractée par les parents de l'enfant ou de la fascination des fées pour les bébés humains.

### Classifications
Selon l'illustrateur et spécialiste anglais Brian Froud, « la classification des fées est notoirement difficile parce que les fées sont des êtres fluides et se métamorphosent, changeantes comme l'humeur ou les pensées de qui les observe ». Ce serait même dangereux selon Pierre Dubois, qui affirme que tenter de classifier le petit peuple serait « la plus grave des impolitesses ». De nombreuses classifications ont toutefois été établies depuis celle de Paracelse : l'Allemand Karl Grün, auteur des Esprits élémentaires paru en 1891, classe ainsi les fées en « déesses du Destin » (à l'origine des personnages qui visitent les demeures au Nouvel An), esprits élémentaires féminins des forêts, collines, rochers et eaux (Makrâlle, Dame Abonde, etc.), et « femmes réputées être des fées », devenues des apparitions aériennes ou des sorcières.
L'une des classifications les plus influentes chez le petit peuple est la division entre la Cour Seelie (ou parfois « Cour de l'Eté » ou « des Lumières ») et la Cour Unseelie (ou parfois « Cour de l'Hiver » ou « des Ténèbres »), d'après le folklore écossais et dont parle Brian Froud. Cette distinction accentue l'étrangeté de ces créatures, et se différencie d'une distinction plus manichéenne présente dans les folklores scandinave et écossais, qui transposent sur le petit peuple les valeurs d'une morale humaine (bien et mal) et différencient créatures « bienveillantes » et « malveillantes ».

#### Paracelse
L'alchimiste Paracelse associe un certain nombre de créatures féeriques aux quatre éléments, dans Astronomia magna et Le livre des nymphes, des sylphes, des pygmées, des salamandres et de tous les autres esprits. Il voit dans les nymphes des habitantes des eaux et dans les sylphes ceux de l'air.

« Le mot inanimatum désigne six familles d'hommes sans âme… Ces hommes sans âme sont d'abord ceux des quatre familles qui habitent les quatre Éléments : les nymphes, nymphae, filles de l'eau ; les fils de la terre, lémures, qui habitent sous les montagnes ; les esprits de l'air, gnomi ; les génies du feu, vulcani. Les deux autres familles sont composées d'hommes qui sont également nés sans âme ; mais qui, comme nous, respirent en dehors des Éléments. Ce sont d'une part les géants et d'autre part les nains qui vivent dans l'ombre des forêts, umbragines… […] Tous ces êtres sans âme sont produits à partir de semences qui proviennent du ciel et des Éléments, mais sans le limon de la terre… Ils viennent au monde comme les insectes formés dans la fange [par génération spontanée]. »

— Paracelse, La grande astronomie

#### Seelie
Les fées Seelie sont vues comme plus gentilles envers les humains. « Seelie » signifie « béni » ou « saint », il est semblable au mot allemand « selig » et au mot de vieil anglais « sælig » (l'ancêtre du mot anglais « silly » : « joyeux », « inoffensif » ou « bénéfique »). En irlandais, le mot s'épèle « seleighe ». Elles rechercheraient l'aide des humains, mettant en garde ceux qui les ont offensées involontairement et répondant en retournant des faveurs. Pourtant, une fée qui appartient à cette cour se venge des insultes et demeure capable de malice. Selon Briggs, elles apprécient jouer des tours, mais restent dans le fond très gentilles et généreuses. Le meilleur moment de la journée pour les voir serait le crépuscule. Le hobgoblin est l'une des fées Seelie les plus communes (Puck du Songe d'une nuit d'été de Shakespeare est probablement le plus connu). Le brownie, les selkies et les leprechauns sont aussi des fées Seelie.

#### Unseelie
Les fées Unseelie (du gaélique Seelie, béni, avec le préfixe privatif un) sont les plus malintentionnées envers les humains. Généralement hideuses, solitaires, capables d'attaquer des personnes sans raison, elles se soumettent rarement à une quelconque autorité. La nuit, ces fées formeraient des bandes pour attaquer les voyageurs : projetés dans les airs, ils sont battus et forcés à tirer des projectiles elfiques vers des troupeaux de vaches,. Tout comme les fées Seelie ne sont pas toujours bienveillantes, les fées Unseelie ne sont pas toujours mauvaises, mais lorsqu'elles ont le choix, elles préfèrent blesser les humains plutôt que de les aider. Les Fuathan, le Red Cap, les boggarts et les buttery spirits font partie des fées Unseelie.

#### Trooping fairiesetsolitary fairies

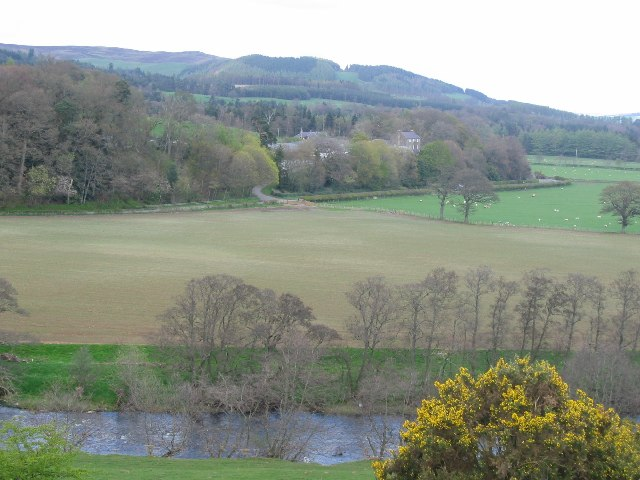
Carterhaugh, en Écosse, serait le lieu où la troupe des fées de la légende de Tam Lin vient à passer.

William Butler Yeats a partagé les fées en solitary fairies « fées solitaires » et en trooping fairies « fées en troupe » dans Fairy and Folk Tales of the Irish Peasantry (1888), toute sa conception de l'univers féerique étant basée sur cette classification, qui n'avait jamais été évoquée par les folkloristes irlandais auparavant. James Macdougall (dans Folk Tales and Fairy Lore) et Katharine Mary Briggs mentionnent cette distinction. Les fées qui apparaissent en groupe pourraient constituer des colonies. Katharine Mary Briggs a fait remarquer qu'un troisième classement pourrait être nécessaire pour les « fées domestiques » qui vivent dans les maisons, même si elles se joignent à d'autres fées pour danser par exemple. L'aristocratie du monde féerique appartient aux trooping fairies. Leur nom provient du fait qu'elles circulent en de longues processions (des troupes), telle celle dont Tam Lin a été libéré. Une fée de ce groupe peut être grosse ou petite, amicale ou sinistre. Au contraire des trooping fairies, les solitary fairies vivent seules et sont réputées mauvaises et malicieuses, les brownies exceptés puisqu'ils aideraient aux tâches ménagères.

#### Fées issues de cultures non-occidentales
La fée est originellement spécifique à l'Europe de l'Ouest, mais l'utilisation du nom et la symbolique attachée font que le mot « fée » a pu être utilisé pour désigner des créatures issues de cultures différentes, remplissant les mêmes fonctions. En Malaisie, sous le nom de pari-pari (en Malais) ou peri (en Indonésien), on retrouve des créatures exquises, ailées, entre les anges et les esprits maléfiques, qui visitent parfois le royaume des mortels, viennent en aide aux personnes dotées d'un cœur pur et sont liées à la nature. Walter Scott dit, sans certitude, qu'elles étaient originellement des fées dans son ouvrage Démonologie et sorcellerie, paru en 1832. Les créatures liées à la mythologie Shinto et au folklore japonais, telle que le kappa, sont également très proches des fées et remplissent les mêmes fonctions, tout comme Matergabia et les Poludnitsa de la mythologie slave, ou encore les Suchi du Pakistan.

### Apparence et nature des fées

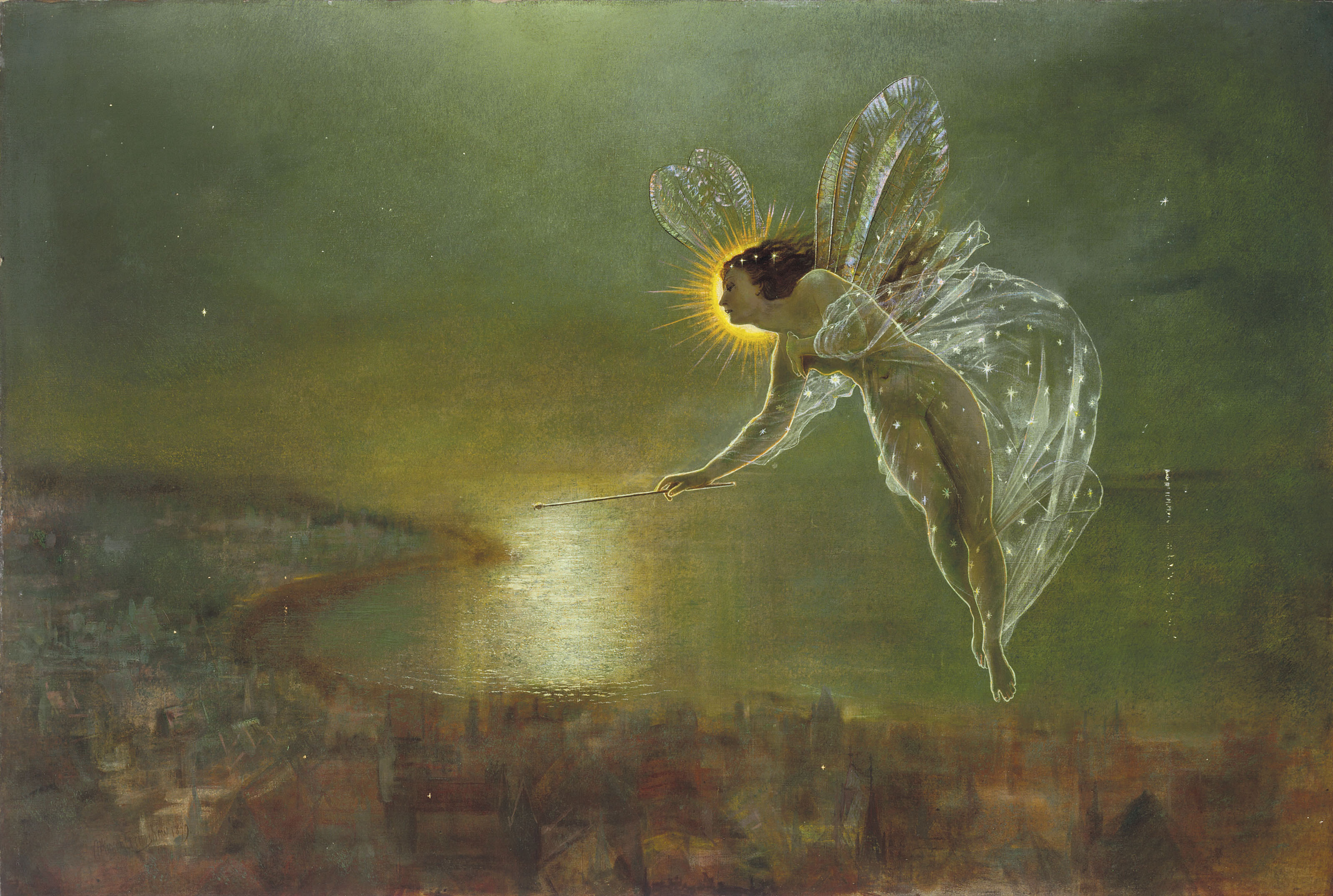
Dans le folklore anglais influencé par l'époque victorienne (et contrairement au folklore français), les fées sont perçues comme de petits êtres ailés. Spirit of the Night de John Atkinson Grimshaw, 1879.

L'apparence et la nature supposées des fées ont largement évolué au fil du temps, et présentent des différences en fonction des pays. L'écrivain C. S. Lewis a noté que celles-ci peuvent être perçues comme des revenantes, une forme de démon, une espèce totalement indépendante des humains, ou même des anges.
Dans la littérature médiévale française, les fées sont des femmes parfaites qui ne présentent aucun attribut physique différent des humains : celles du XIIe siècle apparaissent grandes, blondes, et d'une beauté sans égale. Elles sont distinguées davantage par leurs habitudes et occupations que par leur physique. Les ailes et la baguette magique sont des ajouts des auteurs de l'époque classique[Quand ?]. Le Dictionnaire Bouillet, au XIXe siècle dit qu'on les représente tantôt sous la figure d'une femme jeune, belle, couverte d'habits magnifiques, tantôt comme une vieille ridée et couverte de haillons, parfois armées d'une baguette magique, instrument de leur puissance surnaturelle. Enfin, sans être immortelles, elles ont une existence de plusieurs milliers d'années, mais pour J.M. Barrie, « Chaque fois qu'un enfant dit : « Je ne crois pas aux fées. », il y a, quelque part, une petite fée qui meurt ». La plupart du temps, les fées semblent porter des vêtements correspondant à leur époque, toutefois, les lais des XIIe et XIIIe siècles les présentent dévêtues, en relation avec l'érotisme de la fée amante. En Angleterre, les vêtements des fées sont verts, tout comme ceux des dames vertes en Franche-Comté.

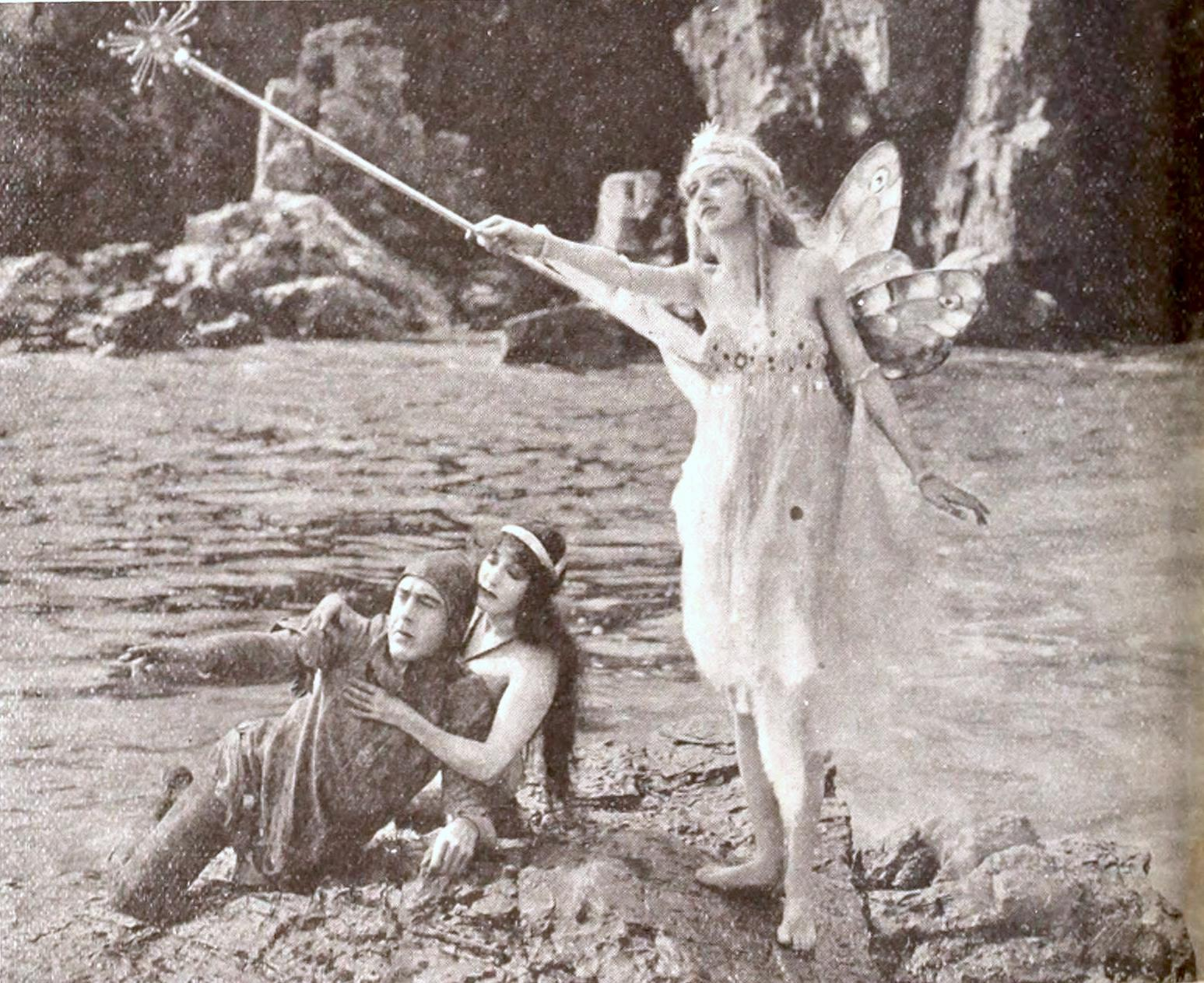
La présence d'ailes et d'une baguette magique chez les fées est attestée dès le XVIIIe siècle, et en est devenue une caractéristique populaire. Scène du film de 1918 Queen of the Sea.

Dans les croyances germaniques, les fées peuvent être très laides et posséder des attributs monstrueux tels que des écailles et des cheveux en soies de porc, ou alors se révéler comme des femmes d'une beauté incomparable. Dans la culture populaire anglo-saxonne (notamment en Angleterre), les fées sont souvent dépeintes comme de jeunes femmes, parfois ailées et généralement de petite taille (un héritage du XVIe siècle et notamment du Songe d'une nuit d'été qui a popularisé cette idée). Elles étaient à l'origine représentées très différemment, de la grande créature lumineuse et angélique à la petite créature ratatinée à l'allure de troll. Leur taille va du minuscule, comme les pillywiggins qui mesureraient un centimètre, à celle d'un enfant humain. Toutefois, cette petite taille est le résultat de leur magie plutôt qu'une caractéristique naturelle. Les ailes, qui sont un élément si commun dans les représentations d'artistes à l'époque victorienne, et plus tard un attribut indissociable de la fée anglo-saxonne, sont très rares dans le folklore. Les fées, même de très petite taille, sont censées voler grâce à la magie, parfois sur des tiges de séneçon ou sur le dos des oiseaux. Au début du XXIe siècle, ces fées sont souvent représentées avec des ailes d'insecte ordinaire, comme le papillon.
Il existe aussi dans le folklore français quelques attestations de fées mâles (ou « féetauds » au masculin), en particulier d'après Paul Sébillot.

#### Revenantes

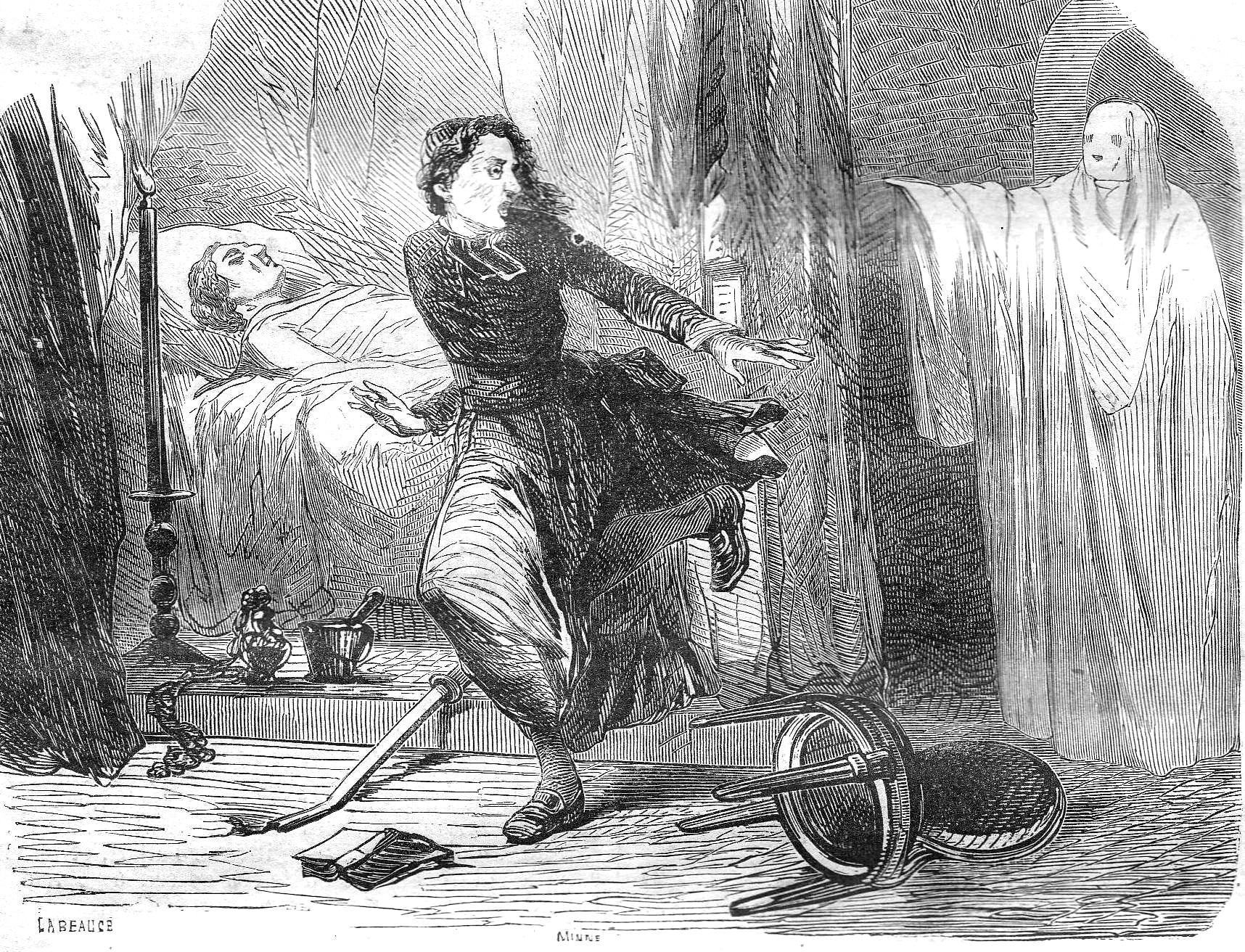
La dame blanche est à la fois vue comme une fée et comme un fantôme (Apparition d'une dame blanche au chevet d'un mourant, Labeauce et Minne, 30 septembre 1857).

Une croyance populaire, rapportée par Katharine Mary Briggs, décrit les fées comme une forme de revenantes. La banshee irlandaise, bean sí en gaélique irlandais et bean shìth en gaélique écossais, est quelquefois dite être une fée, d'autres fois un fantôme, tout comme la dame blanche qui prédit la mort des rois. Le Cauld Lad of Hylton du Nord de l'Angleterre, décrit comme un petit garçon assassiné, est un autre esprit de la maison semblable aux brownies, apparaissant la plupart du temps sous la forme d'un Barghest ou d'un elfe. Un conte mentionne un homme, capturé par les fées, et qui constate un jour, alors qu'il en regarde une fixement, que la fée est l'un de ses voisins morts. Cette conception de la fée en tant que revenante serait l'une des plus courantes dans les pays anglo-saxons, bien que la plupart des personnes s'étant exprimées sur le sujet aient également mentionné leurs doutes. Il existe d'étroites similitudes entre le monde féerique, tel qu'il est perçu par le folklore, dans lequel s'élèvent des châteaux et vivent des fées en tous points semblables à des femmes magnifiques, et le sidh de la mythologie celtique, que l'on nomme également l'« Autre Monde », et où les morts sont en tous points semblables aux êtres humains.

#### Élémentaires

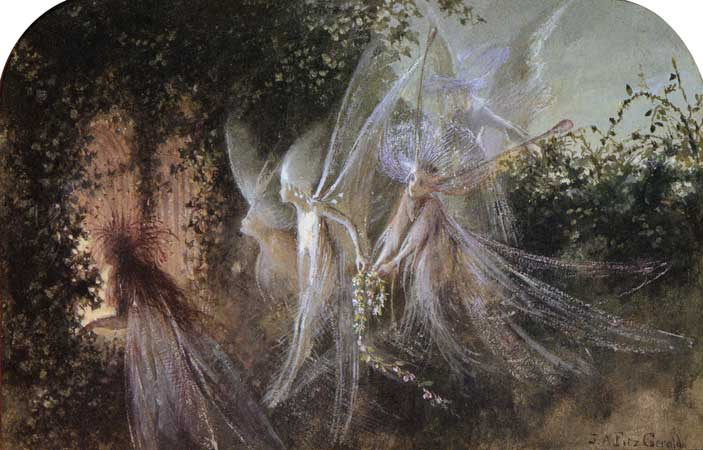
Les fées peuvent être vues comme des esprits de l'air ou des êtres éthérés (Fairies Looking Through A Gothic Arch par John Anster Fitzgerald).

Une autre perception des fées en fait une espèce distincte des humains et des anges, dotée d'intelligence. En alchimie, tout particulièrement, on trouve la mention d'élémentaires comme les gnomes et les sylphes, tels qu'ils ont été décrits par Paracelse. Cette conception est rare dans le folklore, mais quelques occurrences décrivant les fées comme des esprits de l'air ont connu une certaine popularité.

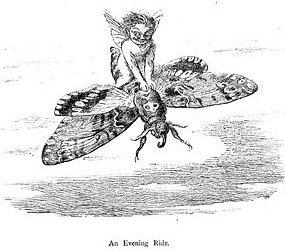
Fée anglaise volant sur le dos d'un insecte (illustration pour Princess Nobody par Richard Doyle, vers 1884).

Le révérend Robert Kirk de la paroisse d'Aberfoyle, à Stirling en Écosse, a écrit un ouvrage majeur consacré aux connaissances féeriques en 1691, La République mystérieuse des elfes, faunes, fées et autres semblables, dans lequel il les décrit en tant qu'élémentaires :
| Robert Kirk dans La République mystérieuse des elfes, faunes, fées et autres semblables | Traduction française |
| --- | --- |
| These Siths or Fairies they call Sleagh Maith or the Good People […] are said to be of middle nature between Man and Angel, as were Daemons thought to be of old; of intelligent fluidous Spirits, and light changeable bodies (lyke those called Astral) somewhat of the nature of a condensed cloud, and best seen in twilight. These bodies be so pliable through the sublety of Spirits that agitate them, that they can make them appear or disappear at pleasure. | Ces Sith ou fées, on les appelle Sleagh Maith ou Bonnes Gens […] seraient de nature intermédiaire entre l'homme et l'Ange, comme les anciens le pensèrent des démons ; d'esprits intelligents et curieux, de corps légers et fluides (comme ceux dits astrals), quelque peu de la nature d'un nuage condensé, et plutôt visibles au crépuscule. Ces corps sont tellement souples de par la subtilité des esprits qui les agitent, qu'ils peuvent se faire apparaître ou disparaître à volonté. |

#### Anges ou démons
« Entre le bien et le mal, l'archange et le daymon, la légende découvre un être. Cet être, c'est la Fée. Entre l'Eden et les Enfers, la légende rêve d'un monde. Ce monde est peuplé par les Fées. Entre la lumière et les ténèbres, la légende crée un crépuscule. Ce crépuscule devient la Féerie. »

— Pierre Dubois, La Grande Encyclopédie des fées
Une autre croyance voit dans les fées une classe particulière d'anges déchus. Cette croyance peut expliquer la tradition selon laquelle les fées ont dû payer une dîme à l'enfer, parce qu'elles étaient considérées comme des anges déchus, mais pas tout à fait comme des démons. L'association des fées aux anges, moins courante qu'avec les revenants, a cependant acquis une certaine popularité, en particulier dans les cercles théosophiques tel que le rapporte l'anthropologue et théosophe Walter Evans-Wentz,. Les sources décrivant la nature des fées ont parfois soutenu les deux thèses d'ange déchu (troisième point de vue) et de démon (quatrième point de vue) simultanément, ou bien ont noté que la question est controversée.

#### Nature humaine

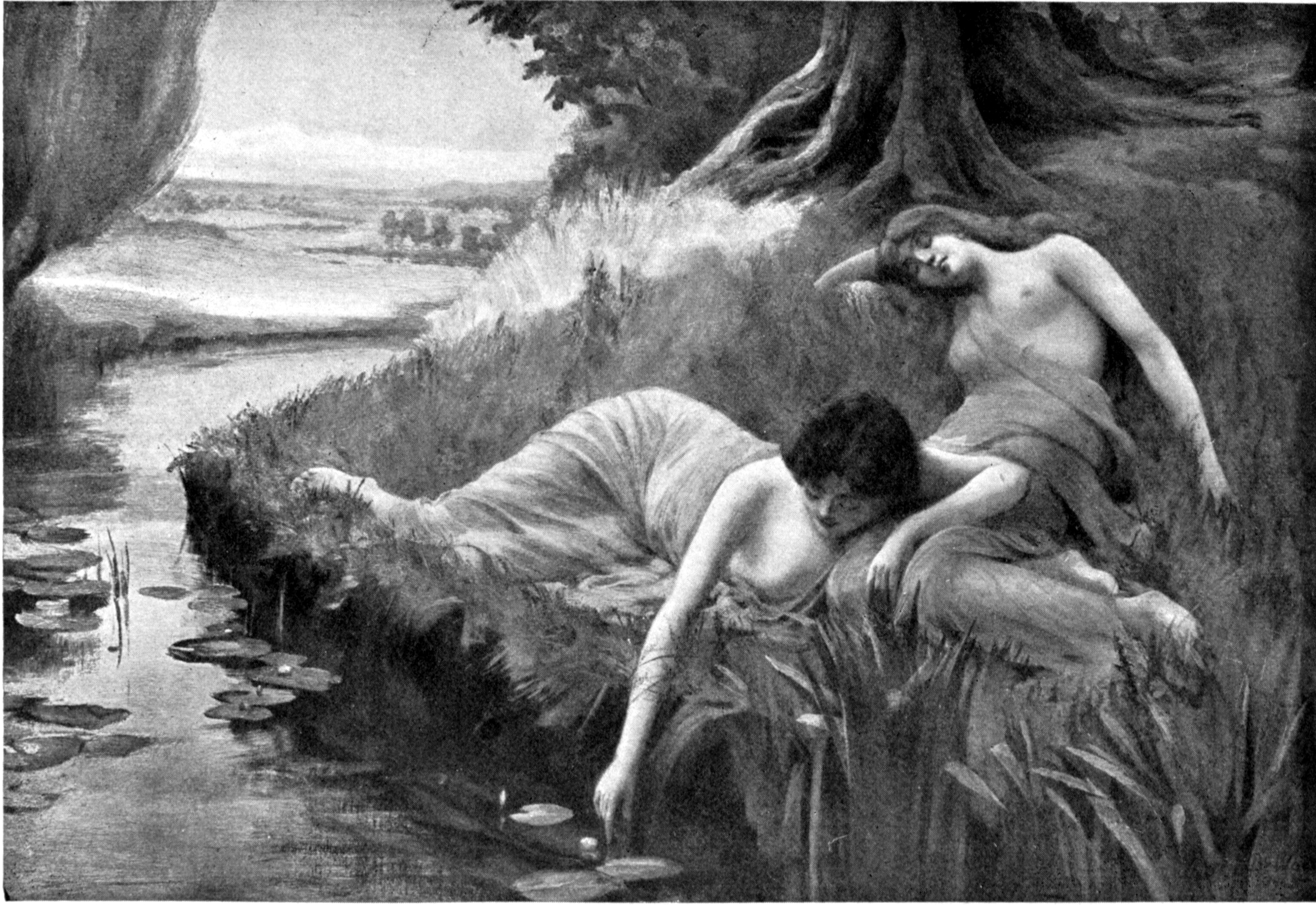
Les Huldres, fées réputées d'origine humaine. Huldra's Nymphs par Bernard Evans Ward.

Une croyance plus rare voit dans les fées des êtres humains, mais cachés. Un conte populaire dit comment une femme avait caché certains de ses enfants au regard de Dieu, puis se mit à les chercher en vain car ils étaient devenus le peuple des fées. L'histoire des Huldres scandinaves présente un fort parallèle, bien qu'elle soit plus développée. En Irlande, les fées seraient les enfants qu'Adam et Ève n'ont pas présentés à Dieu.

### Pouvoirs et attributs

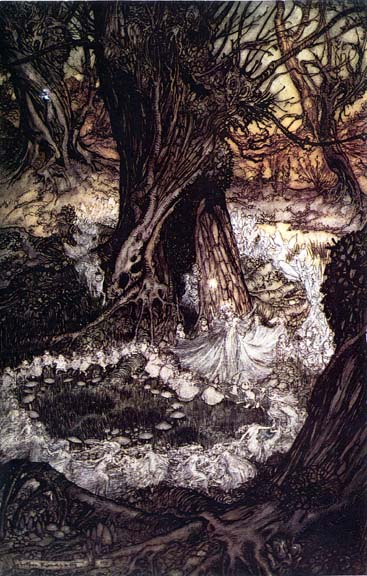
« Come, now a roundel », illustration de la danse des fées vue par Arthur Rackham en 1908 pour Le Songe d'une nuit d'été.

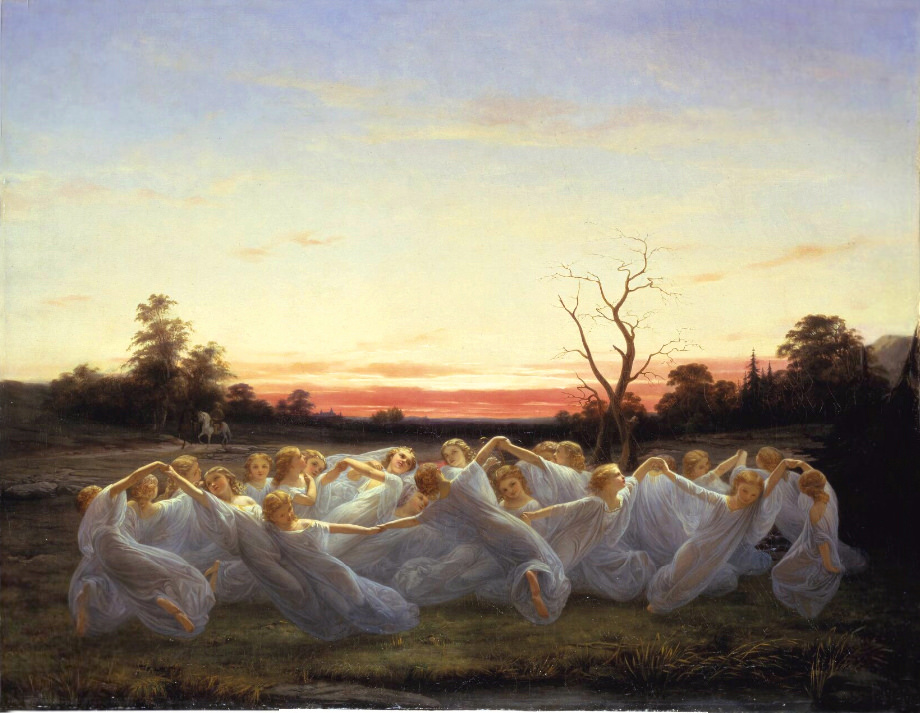
Ängsälvor (Elfes dans un pré) par Nils Blommér, 1850.

#### Habitudes et comportements
Les habitudes des fées sont connues depuis les premiers écrits du Moyen Âge, en passant par la matière de Bretagne, les contes de fées et le folklore plus récent. Ainsi, la rencontre fortuite avec une fée ne se révélerait pas toujours bénéfique. L'un de leurs passe-temps favoris est de jouer des tours inoffensifs, par exemple en emmêlant les cheveux des dormeurs (les nœuds de fée), en volant de petits objets ou en conduisant un voyageur à s'égarer. Des comportements beaucoup plus dangereux leur sont attribués : l'enlèvement par des fées provoquerait une forme de mort subite, et le cadavre de la victime demeurerait dans les bois avec l'apparence de la personne enlevée. Les fées sont également réputées forcer de jeunes hommes et femmes à danser toute la nuit, jusqu'à ce qu'ils dépérissent par manque de repos. Ce tour était considéré alors comme l'une des causes de la tuberculose. Celles qui chevauchent des animaux domestiques (comme les vaches, les porcs ou les canards) pourraient provoquer chez eux l'apparition de mystérieuses maladies ou même de paralysies.

#### Monde parallèle et enlèvements
Les fées sont étroitement liées au concept de monde parallèle, tel qu'il est évoqué dans la mythologie celtique et à travers le mot irlandais sidh. Elles peuvent habiter de merveilleux palais, le plus souvent situés au fond des eaux ou sur une île, telle la mythique Avalon. Dans les récits à leur sujet, ces lieux merveilleux de l'Autre Monde peuvent être découverts par un homme lors d'un voyage ou d'une quête, mais les fées peuvent aussi enlever des humains pour les y conduire. Selon le folklore, personne n'est à l'abri d'un enlèvement féerique et celui-ci peut ne durer qu'un temps ou pour toujours, et se révéler plus ou moins dangereux pour le kidnappé. Une femme qui venait de donner naissance et ne s'était pas encore rendue à l'église était considérée comme particulièrement vulnérable. Les histoires divergent quant au sort des captifs : certains mènent une vie joyeuse, d'autres sont à l'inverse tourmentés, d'autres enfin désirent ardemment revoir leurs vieux amis. Au XIXe siècle, dans Lady Isabel and the Elf Knight, le chevalier-elfe est un avatar de Barbe-Bleue et Isabel doit le tuer afin de sauver sa vie. Tam Lin révèle que le personnage-titre, bien que vivant au milieu des fées et possédant leurs pouvoirs, est en fait un « chevalier terrestre » qui mène une vie agréable mais craint que les fées lui fassent payer la dîme de l'enfer. Sir Orfeo raconte comment la femme de ce dernier est enlevée par le roi de Faerie, et parvient à s'échapper par la ruse, grâce à son excellent jeu de harpe. Sir Degaré raconte l'histoire d'une femme qui vient à bout de son amant féerique, lequel est démasqué comme un mortel dans les versions ultérieures de l'histoire. Dans Thomas le Rimeur, Thomas s'échappe avec moins de difficulté mais passe sept ans au pays des elfes.

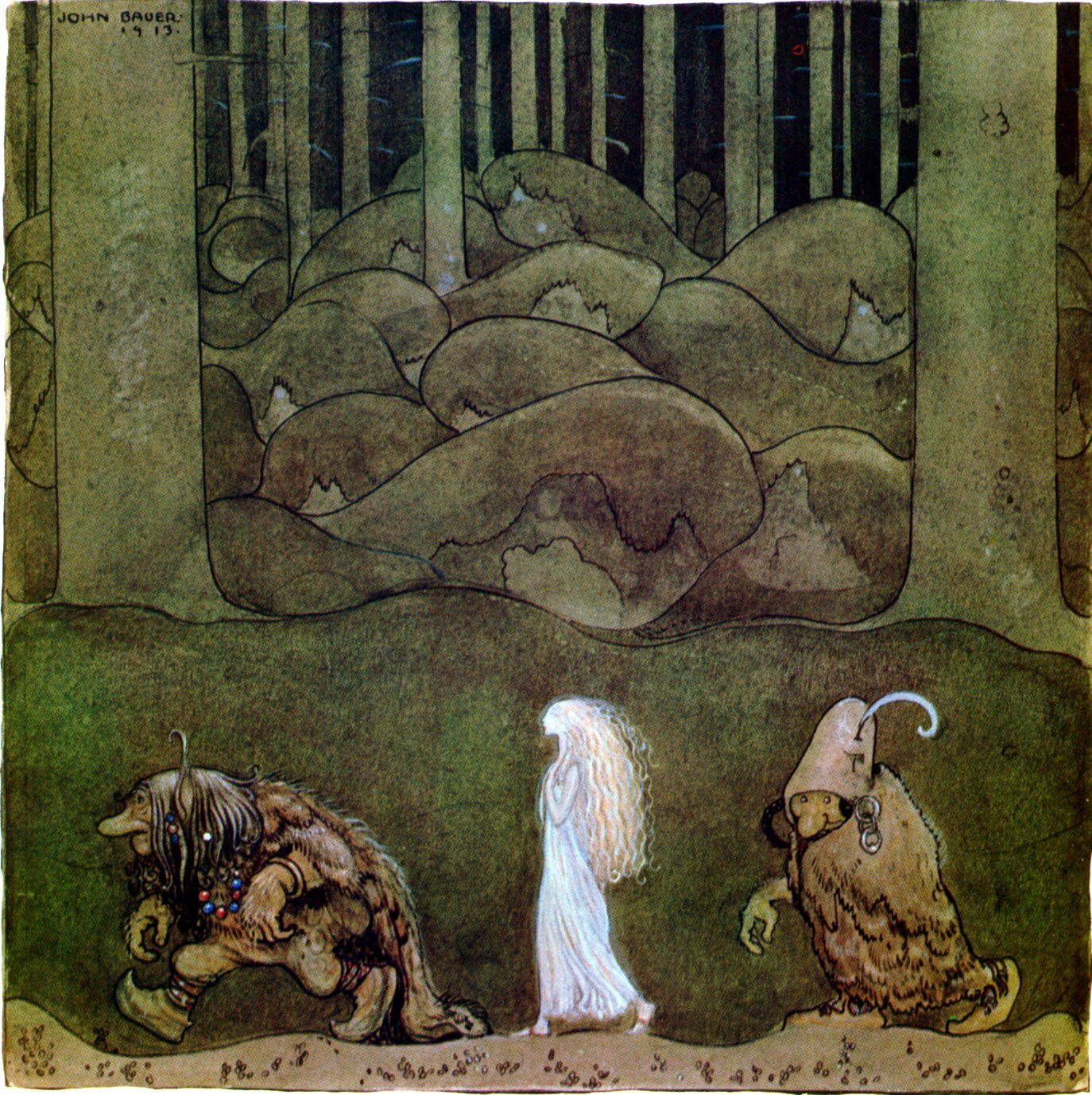
Dessin de John Bauer représentant deux trolls en compagnie d'un enfant humain qu'ils ont enlevé.

Une part considérable des légendes associées aux fées mentionne les histoires de changelings, leurre ou enfants de fées que ces dernières abandonnent à la place de bébés humains qu'elles enlèvent dans leur royaume.

#### Nourriture
Une croyance partagée dans bon nombre de folklores veut que consommer la nourriture des fées scelle l'impossibilité de quitter leur royaume, tout comme dans le mythe de Perséphone et Hadès. Cette consigne est souvent donnée aux captifs qui se libèrent du pouvoir des fées grâce à d'autres personnes venues les délivrer : s'ils ont consommé la nourriture des fées, ils ne peuvent pas être libérés. Dans le lai de Guingamor, ce dernier semble pouvoir quitter le royaume des fées bien qu'il y ait mangé, mais lorsqu'il mange une pomme après avoir franchi la rivière qui sépare les deux royaumes, les trois siècles qui se sont écoulés sur Terre le rattrapent.

#### Distorsion temporelle
L'un des aspects les plus dangereux du séjour en contrées féeriques réside dans le fait que le temps s'y écoule différemment. Dans la mythologie celtique, Oisín est mis à mal non par son séjour, mais par son retour : quand il descend de cheval, les trois siècles qui sont passés dans le monde réel le rattrapent, le faisant tomber en poussière. Le roi Herla (Herla cyning), originellement un aspect d'Odin christianisé sous les traits d'un roi, dans un conte de Walter Map, rend visite à un nain dans sa demeure souterraine et en revient trois siècles plus tard. Bien que certains de ses hommes soient tombés en poussière lorsqu'ils mirent pied à terre, Herla et les hommes qui restèrent en selle furent condamnés à ne jamais pouvoir descendre. Ce conte est l'une des origines de la chasse sauvage du folklore européen,. On retrouve ce thème dans le lai de Guingamor, et de nombreuses autres légendes.

#### Métamorphoses et illusions
Une caractéristique commune à toutes les fées est l'utilisation de la magie afin de déguiser leur apparence et celle de ce qui les entoure. L'or des fées est universellement connu pour être peu fiable, apparaissant comme de l'or quand il est donné en paiement, puis se révélant comme des feuilles, des ajoncs, des fleurs, des épices, des gâteaux ou une grande variété d'objets inutiles. L'illusion est également implicite dans le conte Fairy Ointment et ses variantes fréquentes en Europe du Nord,, qui racontent comment une femme humaine est convoquée pour assister à une naissance féerique, ou parfois à l'accouchement d'une femme mortelle capturée par les fées. Invariablement, elle se fait remettre une pommade pour les yeux de l'enfant et on lui demande de l'oindre. Par hasard, ou quelquefois par curiosité, la femme utilise la pommade sur l'un de ses yeux, parfois les deux. À cet instant, elle prend conscience que tout autour d'elle n'était qu'illusion, qu'elle n'assiste pas une riche dame dans une maison cossue, mais sa propre servante qui s'était enfuie, dans une grotte misérable. Elle s'enfuit sans révéler sa nouvelle capacité, mais trahit tôt ou tard le fait qu'elle soit capable de voir les fées. Ces dernières se vengent en la rendant aveugle de l'œil clairvoyant, ou des deux si elle a utilisé la pommade sur les deux. L'onction serait pratiquée par les fées afin de guérir certaines maladies, notamment la folie.

#### Dissuasion

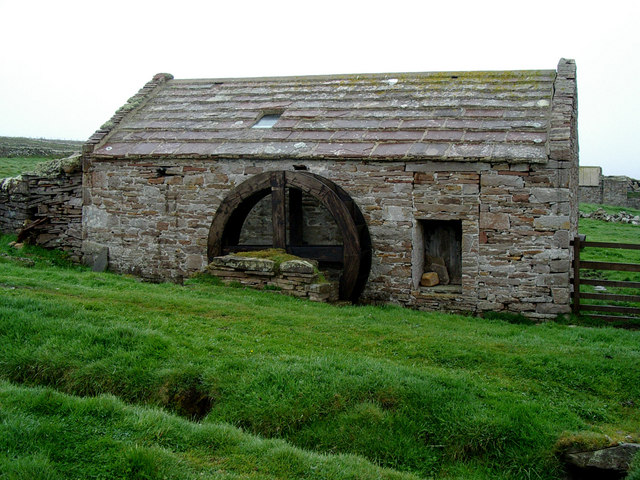
Les meuniers écossais protégeaient leur moulin et leur four des pillages nocturnes en répandant la rumeur qu'ils sont de connivence avec les fées. Ici, un moulin à eau restauré sur les Orcades.

La fée peut aussi être invoquée pour protéger certains lieux. Le meunier, considéré comme « peu futé » par les Écossais, avait toutefois la capacité de contrôler les forces de la nature, comme le feu dans le four et l'eau durant la cuisson, par le biais de plusieurs machines. Les communautés superstitieuses ont cru que le meunier était de connivence avec les fées, qui en Écosse sont souvent malicieuses et à craindre. Personne n'osait mettre le pied au moulin ou au four durant la nuit car il est bien connu que les fées apportent leur blé à moudre dès la nuit tombée. Tant que les gens du pays croyaient cela, le meunier pouvait dormir tranquille, sachant que personne n'oserait tenter de le voler. John Fraser, le meunier de Whitehill, près d'Hamilton, a affirmé s'être caché et avoir vu les fées essayer en vain de moudre. Il a décidé de sortir de sa cachette et de les aider, là-dessus, l'une des femmes-fée lui aurait donné un gowpen (une double poignée de grain) et lui dit de la mettre dans son girnal (magasin) vide, car les réserves resteraient alors pleines pendant une longue période, quoi qu’il en sorte.

### Lieux réputés fréquentés par les fées

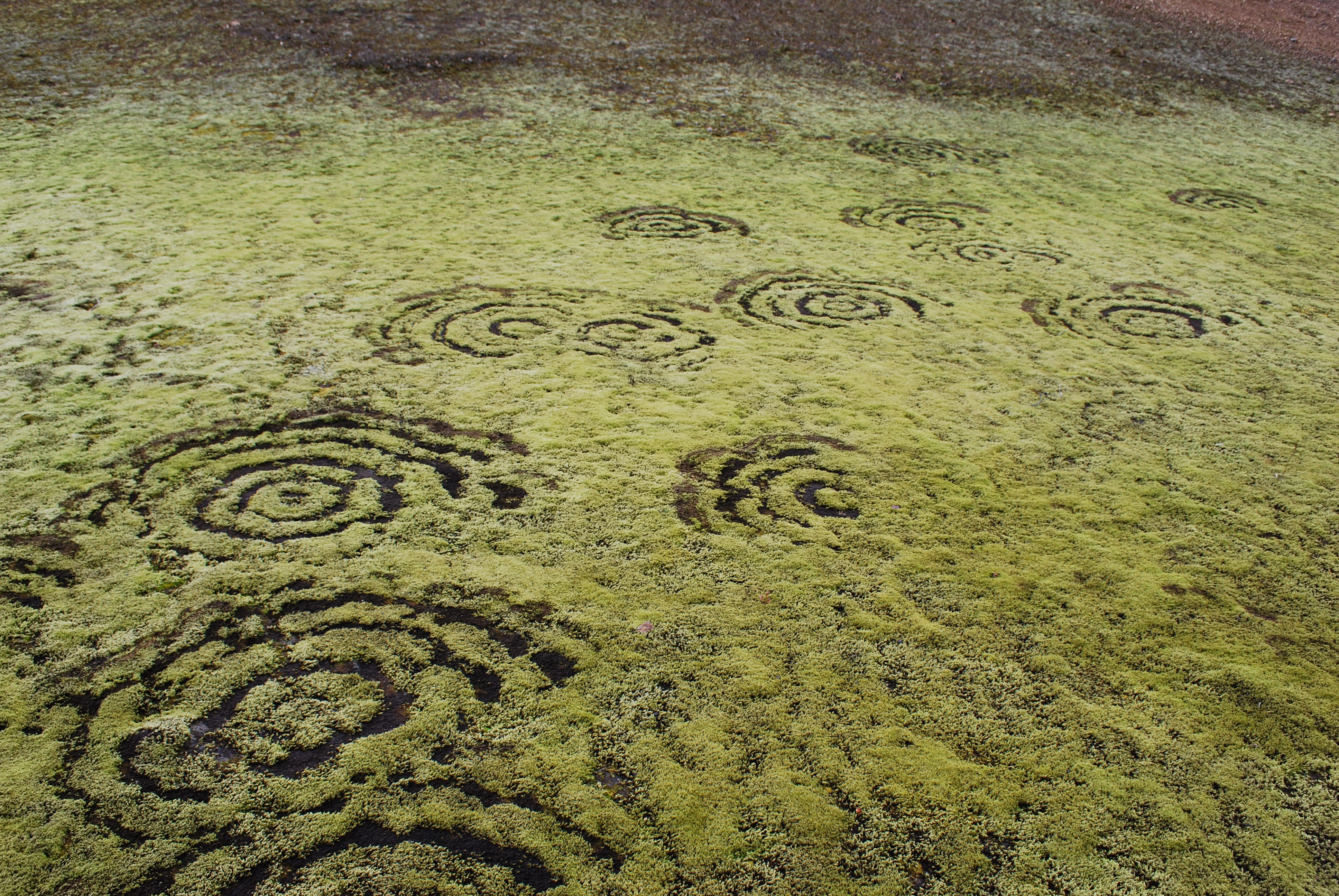
Cercle des fées en Islande.

Les fées sont associées à bon nombre de lieux qu'elles fréquenteraient, ou même qu'elles auraient bâti. Le cercle des fées, en réalité un phénomène mycologique, a longtemps été attribué à la danse des fées qui s'y déroulerait. On nomme chemin des fées (fairy path) les passages qu'elles empruntent, et fort de fées les castros circulaires que les fées habiteraient en Irlande.
En Bretagne, le monument mégalithique La Roche-aux-Fées aurait été bâti par elles et vénéré en conséquence, il est le sujet du conte La Fée des Houx. Bon nombre de dolmens étaient, jusqu'à une époque récente, réputés être leur demeure. Paul Sébillot a relevé un nombre impressionnant de « grottes aux fées », « pierres des fées », « chambres des fées » ou « trous des fées » d'un bout à l'autre de la France, témoignant d'anciennes croyances. La croyance populaire associe toujours les forêts de Huelgoat, Fouesnant, Brocéliande (administrativement forêt de Paimpont), du Dartmoor et du Devon ainsi que les landes écossaises et Irlandaises à des demeures féeriques. Le Val sans Retour serait le domaine de la fée Morgane. Plusieurs lieux sont revendiqués comme étant le domaine de la fée Viviane, notamment le lac du château de Comper. Lieu traditionnel du surnaturel, souvent néfaste, le carrefour est un lieu traditionnellement favorable à la rencontre avec des fées, parfois malfaisantes

### Recommandations et protection contre les fées

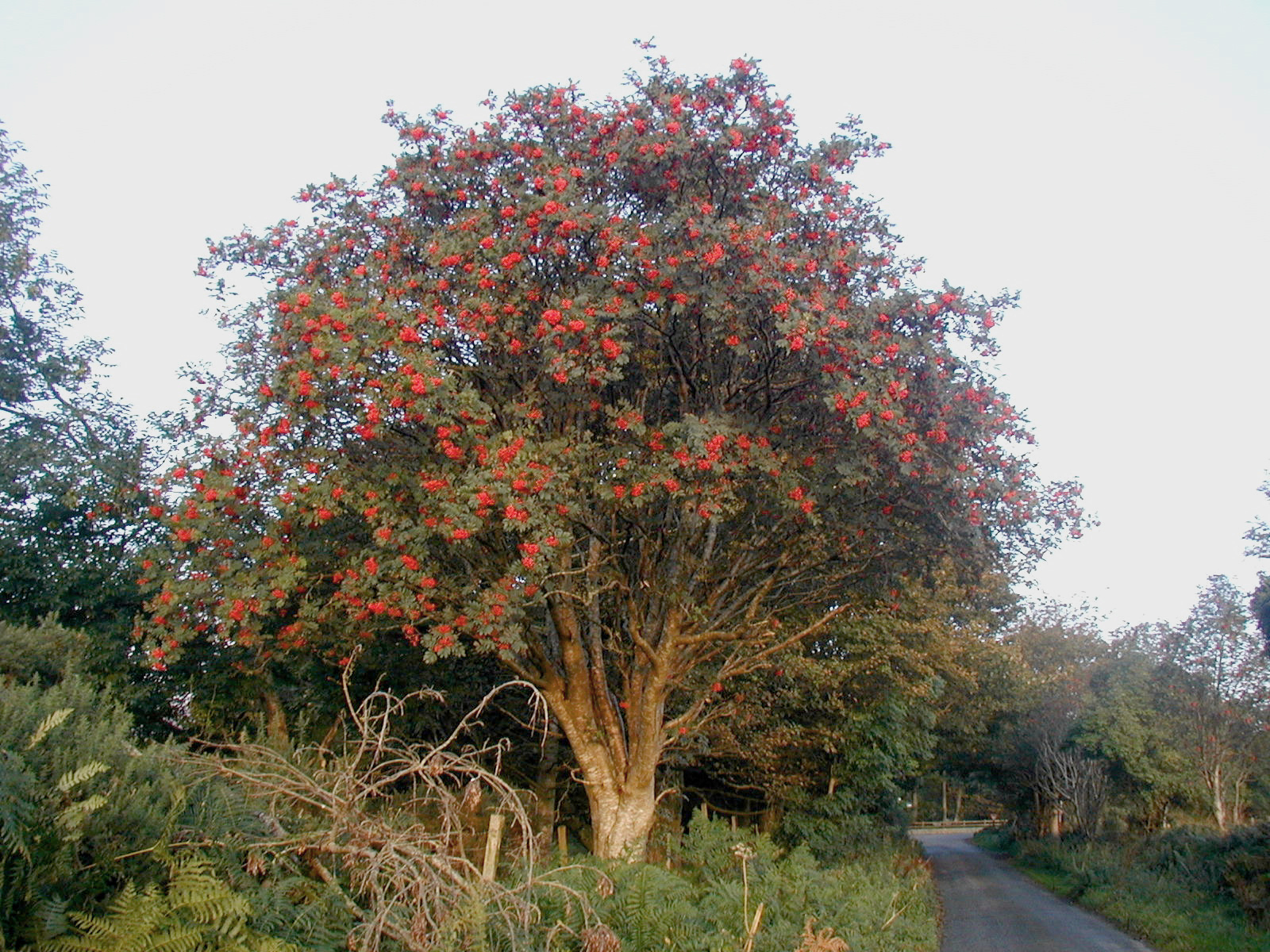
Le sorbier des oiseleurs, arbre sacré des fées et protection contre elles.

Bon nombre de recommandations visent à éviter soigneusement les lieux que les fées sont réputées fréquenter, et une grande partie du folklore consacré aux fées évoque les moyens de se prémunir contre leur malice ou de les conjurer. Les objets en fer forment le charme de protection le plus répandu (le fer agit comme un poison sur les fées et elles fuient ce métal). Elles sont également réputées gênées par les personnes portant leurs vêtements à l'envers, mais aussi par l'eau courante, le millepertuis perforé, le trèfle à quatre feuilles et le son des cloches, en particulier celles des églises.
Certaines croyances sont contradictoires, comme celle à propos du sorbier des oiseleurs qui dans certains cas forme une protection contre les fées, mais dans d'autres est sacré pour elles. Le rôle des cloches est tout aussi ambigu, alors qu'elles sont censées protéger contre les fées, celles qui montent à cheval — telle la reine des fées — ont souvent des cloches sur leurs harnais. Ce pourrait être un trait distinctif de la cour Seelie, qui les utiliseraient pour se protéger contre la cour Unseelie. Une autre part ambiguë du folklore concerne le chant du coq, censé chasser les fées alors que certains contes racontent que ces créatures élèvent des volailles. De nombreuses histoires révèlent comment empêcher les fées de voler les bébés et de les remplacer par un changeling, ou encore d'enlever les personnes âgées de la même manière. Les hommes et femmes qui voient des fées sont bien avisés de ne pas les regarder de trop près, parce qu'elles sont très susceptibles quant aux atteintes à leur vie privée. C. S. Lewis parle d'un chalet plus redouté pour ses fées que son fantôme.
Creuser dans les collines des fées est particulièrement imprudent. Des propriétaires ont fait abattre le coin d'un mur de leur maison parce qu'il bloquait le chemin des fées. Des chalets ont été construits avec les portes avant et arrière alignées, de sorte que les propriétaires puissent, au besoin, les laisser ouvertes afin que la troupe des fées passe durant la nuit. Des sites tels que les forts de fées sont laissés intacts : même la coupe de broussailles y est réputée causer la mort de ceux qui ont accompli l'acte. Les arbres des fées, tels que l'aubépine, sont dangereux à abattre. L'un de ces arbres a été préservé en Écosse, empêchant l'élargissement d'une route pendant 70 ans. Pour éviter les fées des eaux tels que Peg Powler et Jenny Greenteeth, il suffit de fuir les plans d'eau qu'elles habitent.

#### Rôle du pain et du sel
En Terre-Neuve, la protection la plus connue est le pain, allant du pain rassis à la tranche de pain frais maison. La croyance en les vertus du pain est ancienne, associé à la maison et au foyer, ainsi qu'avec l'industrie et la domestication de la nature, il semble être détesté par certains types de fées. Toutefois, dans la plupart des folklores celtes, les produits de boulangerie sont une offrande traditionnelle comme le sont la crème et le beurre. Dans le comté de Wexford, en Irlande, la croyance selon laquelle un enfant qui sort avec un morceau de pain emballé dans ses vêtements est protégé de la sorcellerie ou du mal était courante en 1882.

« Le prototype de la nourriture, et donc un symbole de vie, le pain était l'une des protections les plus répandues contre les fées. Avant de sortir dans un lieu habité par des fées, il était d'usage de mettre un morceau de pain sec dans sa poche. »

— Katharine Mary Briggs, An Encyclopedia of Fairies. Hobgoblins, brownies, bogies and other supernatural creatures
Traditionnellement, les fées sont considérées comme éternelles ou immortelles, toutefois cette immortalité peut être mise à mal par le sel, réputé pour ses vertus exorcisantes et apotropaïques. Une fée baptisée devient mortelle lorsque le sel touche ses lèvres selon Paul Sébillot, et peut alors subir des infirmités, vieillir et mourir.

#### Recommandations envers les fées du foyer
D'autres actions sont réputées offenser les fées. Les brownies sont traditionnellement chassés si on leur donne des vêtements ; certains contes rapportent qu'ils sont vexés par la qualité inférieure des vêtements donnés, d'autres qu'ils sont ravis de ce cadeau et partent simplement en l'emportant. D'autres brownies quittent des foyers ou des fermes parce qu'ils ont entendu une plainte, ou un compliment. Une maison bien tenue évite qu'ils ne commettent des actions malveillantes : s'ils ne trouvent pas la maison assez propre, ils pincent les gens dans leur sommeil. La nécessité de ne pas offenser les fées peut créer des problèmes : un agriculteur a constaté que les fées avaient battu son blé pour lui, mais le battage continua et le blé de ses voisins disparut bientôt. Il en conclut que les fées volaient ses voisins, ce qui lui laissait le choix entre les dénoncer et les offenser, ce qui est dangereux, ou alors profiter du vol.

## Origine des fées

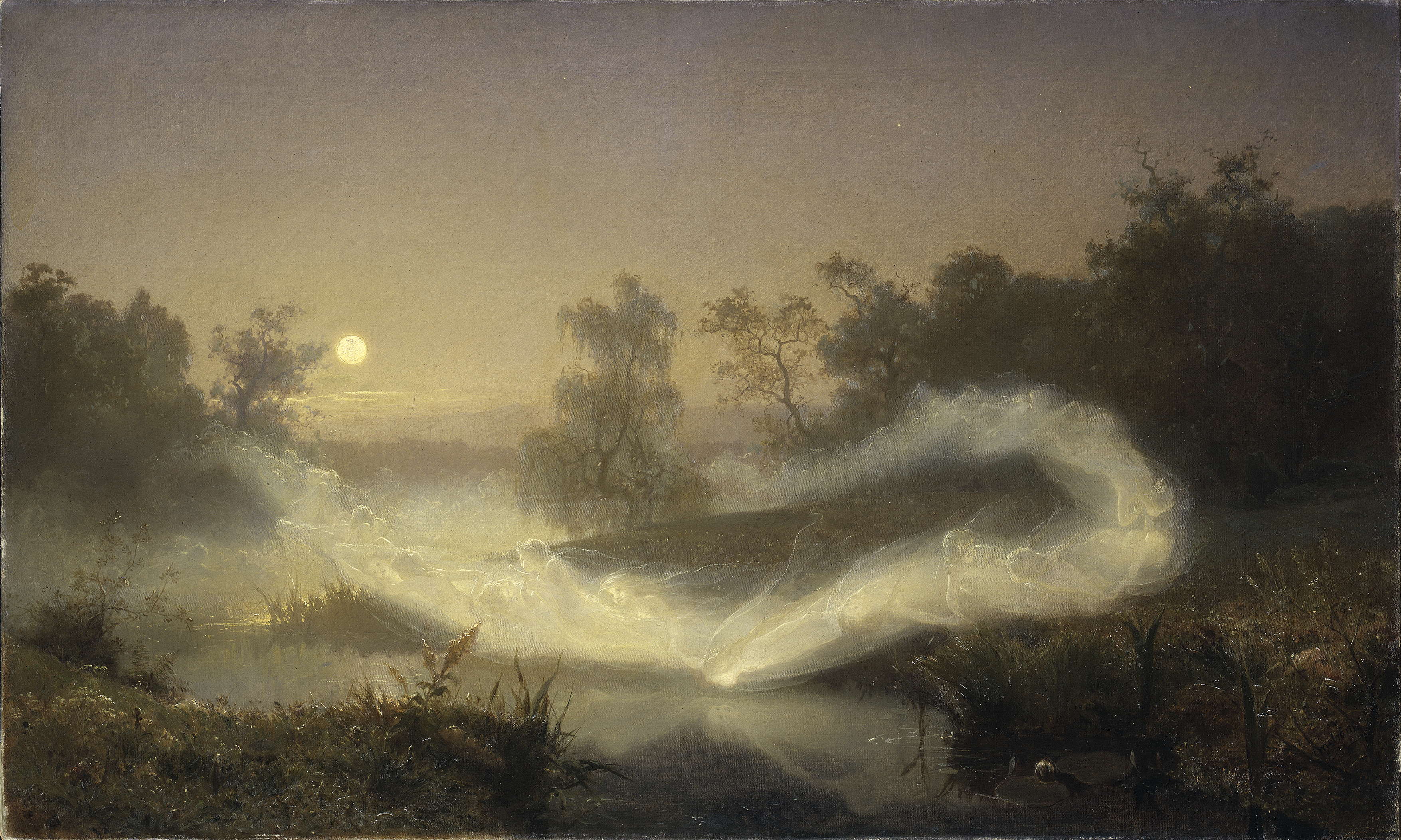
Des fées. August Malmström.

Plusieurs théories, plus ou moins sérieuses, coexistent pour expliquer l'origine des fées. La plus largement reconnue par les folkloristes, historiens, ethnologues, archéologues et écrivains voit dans les fées la survivance des divinités et esprits mentionnés dans les croyances païennes, notamment greco-romaines et celtiques, dont la fonction s'est trouvée modifiée avec la venue du monothéisme et surtout du christianisme en Europe,, diabolisant ou rationalisant ces êtres.
Ainsi, dès le VIe siècle, Martin de Braga dit que les esprits des arbres et des eaux sont des démons chassés du ciel. L'érudit Alfred Maury explique qu'à son époque, les auteurs faisaient descendre les fées des nymphes, des Parques et des druidesses. Walter Scott fait des sylvains, satyres et faunes, créatures sylvestres et champêtres des mythologies, les ancêtres des fées écossaises :

« Ces sylvains, ces satyres et ces faunes, dont la superstition peuplait les rives touffues et les bois élevés de cette contrée romantique, furent obligés de faire place à des déités dont le caractère ressemblait beaucoup au leur, et qui probablement tiennent quelques-uns de leurs attributs de leurs prédécesseurs classiques […] nous voulons parler des fées […]. »

— Walter Scott, Histoire de la démonologie et de la sorcellerie
Les différentes théories ne sont pas forcément exclusives, le mélange de certaines d'entre elles peut expliquer l'origine de divers personnages féeriques en Europe de l'Ouest. Conteurs et écrivains ont parfois livré leurs propres visions, souvent poétiques, de l'origine des fées. C'est le cas de J. M. Barrie qui raconte dans un chapitre du roman The Little White Bird au sujet de Peter Pan, en 1902, que « lorsque le premier bébé rit pour la première fois, son rire éclata en un million de fragments qui se dispersèrent en tous sens. Ce fut le commencement des fées ». D'autres auteurs restent dans le domaine mythologique, tel l'Irlandais William Butler Yeats pour qui les Tuatha Dé Danann devinrent les fées lorsqu'ils furent vaincus, certains se faisant invisibles, d'autres gagnant Tir Na Nog et les derniers se cachant sous les tertres. Pierre Dubois remonte à la cosmogonie de la mythologie nordique, où le géant Ymir, démembré, donne naissance aux alfes (alfes sombres, alfes noirs et alfes lumineux), qui eux-mêmes engendrent tout le petit peuple.

### Christianisation et oubli de divinités païennes

Les dryades, à l'origine divinités mineures des arbres dans la mythologie grecque, sont vues comme des fées. Peinture par Evelyn De Morgan.

La théorie la plus répandue veut que les fées aient à l'origine été les divinités, majeures ou mineures, de plusieurs panthéons païens qui, avec la venue du christianisme, ont vu leurs pouvoirs et leur fonction diminuer ou changer et sont passées de la religion au folklore populaire, et à la littérature. Une preuve réside dans le fait que bon nombre d'êtres fabuleux décrits comme des divinités dans les anciennes légendes et les mythologies sont désormais dépeints comme des fées, en particulier dans les écrits plus récents. Ainsi, Pierre Dubois inclut-il Lamastu et les dryades à sa Grande Encyclopédie des fées, expliquant : « les déesses trop vives pour rester statufiées dans le marbre sont descendues du Parnasse pour gagner les campagnes ». De plus, la confusion entre fées et déesses est fréquente au Moyen Âge, les fées de récits médiévaux ressemblent fortement à la déesse antique Vénus et surtout à Diane qui partage bon nombre de leurs attributs et notamment le lien à la nature, mais aussi aux nymphes, aux dryades, et aux dames de la mythologie celtique telles que Niamh. Le savoir attribué aux fées (divination, guérison, etc.), est indéniablement d'origine divine. Claude Lecouteux voit dans les Valkyries et les femmes-cygnes l'origine d'une partie des fées germaniques.

### Divinités du Destin
Alfred Maury et Laurence Harf-Lancner voient dans les divinités liées au Destin, Parques, Nornes et Sybilles, les ancêtres des fées françaises,, de même que les auteurs du Dictionnaire des symboles pour qui « cette filiation n'est guère discutable ». Karl Grün dans Les Esprits élémentaires (1891) affirme que les fées allemandes sont également issues des trois Nornes. Claude Lecouteux cite la Fylgja, incarnation féminine du destin des héros, comme origine possible des fées scandinaves.

### Personnification de forces naturelles

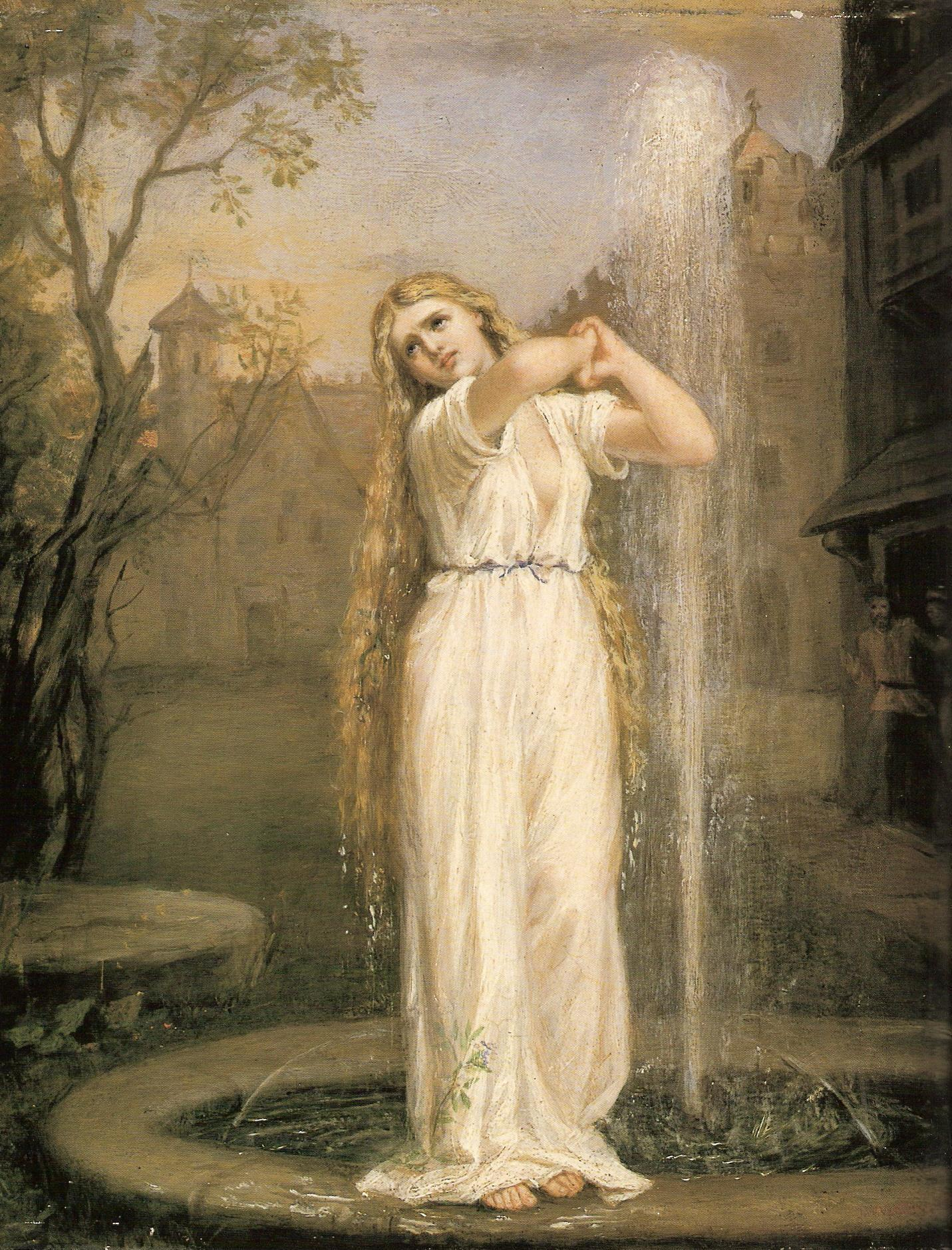
Undine (1872, huile sur toile) par John William Waterhouse.

Quelques chercheurs tels que Claude Lecouteux, Alfred Maury et Laurence Harf-Lancner font remonter l'origine d'au moins une partie des fées à la personnification de l'eau. Des créatures proches de l'archétype de la « fée des eaux » sont en effet universellement présentes dans la mythologie d'Europe de l'Ouest, et ont pour particularité d'habiter des demeures semblables à celles des hommes mais situées sous les eaux, d'où le lien à la notion de monde parallèle. Les textes médiévaux à propos des fées ne cessent de mentionner cet élément, que ce soit la fontaine de Barenton ou la rivière près de laquelle Lanval rencontre deux fées, dont l'une l'emmène dans l'île mythique d'Avalon. Les créatures de l'eau issues de la mythologie germanique, telles que les ondines et les nixes, sont clairement à l'origine des fées germaniques selon Claude Lecouteux, et seraient elles-mêmes issues de la crainte et de la terreur des hommes envers cet élément, conduisant à son anthropomorphisation. Il cite pour preuve le très grand nombre d'êtres surnaturels censés vivre sous les eaux.
Durant l'époque victorienne, l'explication des mythologies voulait que toutes les divinités soient des personnifications de forces naturelles. Suivant cette théorie, les fées sont à la fois des personnifications de la nature et des allégories de concepts abstraits tels que l'amour et la victoire, déifiés dans le panthéon des différents animismes qui forment les plus anciennes religions en Europe de l'Ouest. Pierre Dubois reprend également cette théorie, ajoutant que le regard posé par l'homme sur la nature pour y percevoir des présences cachées est une manifestation de son subconscient.

### Culte des morts
Une dernière théorie, popularisée par Katharine Mary Briggs et Lady Wilde, mère d'Oscar Wilde, lie les fées au souvenir d'un type de culte des morts. Elle s'appuie sur la confusion, dans un certain nombre de croyances et de légendes, entre les fantômes et les fées, sur le Sidhe considéré comme un tertre funéraire, sur le fait qu'il est dangereux de manger de la nourriture en pays de féerie tout comme dans le royaume d'Hadès, et sur le séjour des morts et de bon nombre d'êtres du petit peuple sous terre.

### Druidesses
Une croyance ancienne voit dans les fées un souvenir des druidesses. Au XIXe, Collin de Plancy l'assurait, ajoutant que l'on chargeait de cultes à la nature, et à qui l'on a plus tard attaché des demeures au fond de puits, près des torrents, ou dans les cavernes. Jules Garinet pensait que les fées sont les femmes des druides. Olaus Magnus parle de divinités de la forêt résidant dans des antres obscurs, qui se montrent à ceux qui viennent les consulter, et disparaissent soudainement : ce seraient originellement des druidesses, devenues des fées.

### Peuple caché
Une idée répandue parmi les nations celtiques parle d'un peuple de petite taille peu à peu chassé par d'autres hommes, et condamné à vivre dans la clandestinité. Ils en seraient venus à être considérés comme une autre race, des fées, voire des esprits. Ils sont réputés vivre sous terre, cachés dans les collines (notamment les tumuli), ou encore de l'autre côté de la mer, à l'ouest. Certains archéologues du XIXe siècle pensèrent qu'ils avaient trouvé des chambres souterraines dans les Orcades ressemblant au pays des elfes dans Childe Rowland. Selon le folklore populaire, les pointes de flèches en silex de l'âge de la pierre sont fabriquées par les fées qui s'en servent pour lancer l’elf-shot. La réaction des fées face au fer a été interprétée comme la peur de ce peuple supposé face à des envahisseurs portant des armes en fer, tandis que les fées étaient seulement armées de silex et facilement vaincues lors des batailles physiques. Les vêtements verts et les demeures souterraines attribués aux fées sont vus comme une réponse à leur besoin de se cacher des humains hostiles, et leur utilisation de la magie comme le développement d'une compétence nécessaire pour lutter contre un peuple possédant un armement et une force physique supérieurs.
Selon les croyances de l'époque victorienne, le cannibalisme des « ogres » a été attribué au souvenir d'époques plus sauvages, lors desquelles des peuples primitifs le pratiquaient aux côtés de peuples plus évolués qui l'avait abandonné. Les selkies, décrits dans les contes comme un peuple féerique métamorphe capable de se changer en phoque, ont été décrits comme le souvenir de peuples primitifs voyageant en kayak et portant des peaux de phoques. Suivant ces théories, les pygmées africains sont mis en avant comme l'exemple d'un peuple qui vivait autrefois sur de grandes étendues de territoire, mais qui deviennent rares et presque mythiques au fil du temps, et du développement d'autres peuples. En 1932, le célèbre écrivain américain Howard Phillips Lovecraft consacre un court texte d'analyse à une thèse similaire : « Quelques origines du royaume des fées » (Some backgrounds of Fairyland).
Claudine Glot accorde peu de crédit à ces théories qui prouvent surtout que « le conte est inséparable de la fée ».

## Science et croyances
Rien n'est plus absurde que de croire les elfes, fées, trolls et dragons des êtres surnaturels.
Bien que l'existence des fées n'ait jamais été admise scientifiquement, la croyance en ces êtres est évoquée bien des fois au cours de l'Histoire, par les croyances populaires, des alchimistes, des médiums ou des théosophes affirmant en voir et communiquer avec eux, de grandes familles médiévales les ont même revendiquées pour ancêtres. L'historien et membre du cercle zététique Paul-Éric Blanrue considère que les fées n'ont pas d'existence physique et qu'il faut être spirite pour accréditer une telle idée. Pour lui, les fées « vivent dans nos rêves, c'est la raison de leur immortalité ». La croyance aux fées a perduré grâce au folklore populaire, entre autres par la voie orale des contes, qui se transmettent parmi le peuple depuis la nuit des temps. Dès 1843, l'érudit Alfred Maury a noté que « Les fées occupent incontestablement l'un des premiers rangs dans les traditions populaires de notre contrée ».
Les religions ont différents points de vue quant aux fées. Si les monothéismes ont tous beaucoup œuvré pour diaboliser le petit peuple, les religions animistes, spiritualistes et néopaganistes acceptent beaucoup mieux les croyances féeriques.

### Au Moyen Âge
Bien que de nombreuses études récentes existent à ce sujet, il est difficile de savoir quelle place tenait la fée dans le folklore populaire médiéval, les seules informations figurant dans les textes des clercs qui les dénoncent comme des inepties et des mensonges. Cela peut suggérer que la fée ait été très présente dans la culture populaire et bien connue des paysans et des « vilains », mais ne permet pas d'évaluer à quel point ces derniers y croyaient. Laurence Harf-Lancner note qu'elles sont omniprésentes durant cette période et incarnent « dans l'imagination des hommes du Moyen Âge, tous les fantasmes liés à la féminité, à l'animalité, à l'altérité ». L'empereur Charlemagne a rédigé en son temps des capitulaires interdisant aux sylphes d'apparaître dans le ciel pour enlever des personnes.

#### Persistance des cultes païens
Au vieux temps du roi Arthur, celui dont les Bretons parlent avec grand respect, tout ce pays-ci était plein de féerie. La reine des fées avec sa gaie compagnie dansait bien souvent dans plus d'une prairie verte. C'était là l'ancienne croyance, d'après ce que je lis… Il y a bien des siècles de cela. Mais maintenant on ne voit plus de sylphes. Car la grande piété et les prières des moines mendiants et autres saints frères qui, aussi nombreux que les atomes dans un rayon de soleil, fouillent toutes les terres et tous les cours d'eau, bénissant les salles, les chambres, les cuisines, les chaumières, les cités, les bourgs, les grands châteaux et les tours, — font qu'il n'y a plus de fées. Geoffrey Chaucer, XIVe siècle, traduction de Victor Hugo.
D'après Alfred Maury, les fées sont d'origine celte et sont issues de la personnification de forces naturelles. Très tôt, les capitulaires condamnent comme sacrilèges ceux qui continuent à allumer des feux et des lumières près des arbres, des pierres et des fontaines et qui adressent leurs vœux aux divinités païennes. Dans son allocution pastorale aux Belges, saint Éloi défend de placer des luminaires et des offrandes auprès des rochers, des sources, des arbres, des cavernes et des carrefours. Toutefois, il semble que le culte se soit conservé longtemps, mais de manière discrète, notamment dans les forêts. Dans le Lancelot en prose, le narrateur rapporte que la fontaine des fées et la Dame du Lac sont dites fées selon la vox populi, c'est-à-dire d'après les contes et les gens qui habitent la forêt.
Pour Antoine Le Roux de Lincy, le rituel néonatal que décrit, dans la deuxième moitié du XIIe siècle, le roman de Guillaume au court nez, est répandu dans plusieurs provinces françaises : « dans certaines provinces, on mettoit devant la cheminée une petite table couverte de linge très fin ; sur cette table, trois coupes, un pot de vin ou d'Hypocras, trois pains de fleurs de farine et deux flambeaux qui restoient allumés durant la nuit. Ce repas frugal étoit destiné aux fées, qui, d'après les croyances, devoient venir répandre leurs dons sur le nouveau-né ».

#### Protectrices et ancêtres tutélaires

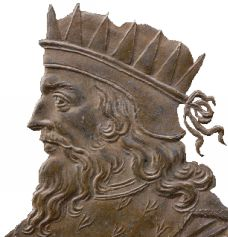
Médaille en bronze représentant le roi Mérovée, dont l'existence réelle est controversée, et dont le père serait d'origine féerique.

Aux XIIe et XIIIe siècles, les rois et les nobles éprouvent le besoin d'attribuer à leur lignée une origine exceptionnelle, et les fées deviennent des ancêtres tutélaires ou les protectrices de certaines familles. Les ducs d'Aquitaine, les ducs de Lorraine, les Plantagenêt et la famille normande d'Argouges affirment tous descendre d'une fée. Mérovée, premier de la lignée des Mérovingiens, serait né du viol de la reine Théodelinde[source insuffisante] par un ondin. Ces légendes sont souvent parallèles à celles des naissances célèbres dues à des incubes ou des succubes.

### Position de l'Église et des autorités chrétiennes
Si les théologiens et l'Église du Haut Moyen Âge intègrent les fées au surnaturel chrétien, ils assimilent cependant les dames des lacs et des forêts à des démons,, tout comme Burchard de Worms au XIe siècle. Les autorités chrétiennes des XIIe et XIIIe siècles, période d'optimisme, se montrent tolérantes envers ce personnage aux attributs proches de ceux d'une déesse, et ne tentent pas de le diaboliser (contrairement au dragon), sans doute parce qu'« il est difficile de résoudre le problème d'une croyance à une figure surnaturelle à la fois bénéfique et étrangère au christianisme ». Au cours du XIIIe siècle toutefois, les fées sont vues de plus en plus comme déloyales et emplies de luxure. La mise en valeur de la chasteté comme première des vertus fait que le rôle autrefois échu aux personnages féeriques de la littérature devient celui des anges à la fin du Moyen Âge. Le caractère féerique de ces personnages tend également à s'estomper, et leurs figures littéraires à devenir celles de sorciers et d'enchanteresses qui tiennent leurs savoirs de longues études, du fait de la rationalisation, à partir du XIVe siècle. Ainsi, les « dames du lac », fées qui règnent sur un merveilleux palais sous-marin, voient leur royaume devenir une île. Les fées n'échappent pas non plus à la diabolisation.
La religion chrétienne est à l'origine de diverses théories à propos des fées. Selon certains textes apocryphes, dont le Livre d'Hénoch, lorsqu'une partie des anges se révoltèrent contre Dieu, ce dernier ferma les portes du Paradis. Les êtres qui étaient demeurés à ses côtés devinrent les anges, ceux qui avaient suivi Satan aux enfers devinrent les démons, quant à ceux qui n'avaient pu se décider entre le bien et le mal, ils devinrent les fées. Claude Lecouteux précise que ceux qui rejoignirent l'eau devinrent des ondins, celles qui tombèrent dans les sources devinrent des nymphes et celles qui tombèrent dans les forêts devinrent les dianes. Une version similaire veut que les ancêtres des fées aient été boutés hors du Paradis parce qu'ils n'étaient pas assez bons, et que l'Enfer les ait refusés car ils n'étaient pas assez mauvais, ou encore que les fées aient été les enfants d'anges déchus qui firent commerce charnel avec des mortelles.
De la fin du XVIe siècle au milieu du XVIIe siècle, les procès des sorcières féeriques de Sicile prouvent que cette cohabitation entre le folklore féerique et la religion chrétienne ne s'est pas déroulée sans heurts. Avec la montée du puritanisme, la vision des fées en tant qu'êtres démoniaques a gagné en popularité,. Ainsi, le hobgoblin, qui était à l'origine un esprit amical de la maison, est devenu un gobelin malveillant. Prétendre faire commerce avec les fées était à cette époque considéré comme une forme de sorcellerie et sévèrement puni. C'est peut-être pour dissocier les fées des démons qu'Obéron, dans la pièce Songe d'une nuit d'été, observe soigneusement que ni lui ni sa cour ne craignent les cloches de l'église.

### Robert Kirk etLa République mystérieuse
En 1691, le révérend écossais Robert Kirk écrit un ouvrage majeur consacré à la connaissance des fées : La République mystérieuse : Des elfes, faune, fées et autres semblables publié pour la première fois en 1815. Il y présente les fées sous un jour assez inquiétant, comme étant des êtres invisibles et parfois très dangereux. C'est en s'installant sur la lande des trossachs qu'il va se confondre avec « l'esprit des lieux » et écrire son ouvrage qui, plus tard, devient presque mythique. Il y décrit non seulement l'apparence des fées « telles qu'elles apparaissent à ceux qui ont la seconde vue », mais aussi leurs demeures, leurs croyances et leurs occupations avant sa mort en 1691, à l'âge de 42 ans. Cette mort le fait entrer dans la légende, car il se dit que les fées se sont vengées parce qu'il a trahi leurs secrets, ainsi que le racontent Walter Scott et Pierre Dubois.

### Époque contemporaine
En France, des études ethnologiques après la Seconde Guerre mondiale ont relevé la persistance de ces croyances, notamment à la campagne, chez les personnes âgées. La Bretagne et l'Alsace, en raison peut-être d'une survivance des langues régionales, ont conservé de nombreuses traces du petit peuple, dans leurs traditions orales et leurs toponymies. En Angleterre, la croyance aux fées est fortement liée à l'écrivain Lewis Carroll et à ses écrits, comme Les Aventures d'Alice au pays des merveilles. À Nottingham, la Fairy Investigation Society a été créée pour chercher des traces ainsi que des témoignages à propos des fées. L'animisme du Japon (shintoïsme) est très proche des croyances européennes aux fées, ce qui explique l'attrait des Japonais pour ces créatures, de même que la persistance des croyances aux esprits féeriques dans les régions rurales du Nord du Japon. Il existe d'ailleurs un « musée des fées » à Kaneyama.
Au début du XXIe siècle, la croyance en l'existence (physique ou spirituelle) des fées perdure ; il est admis qu'elles ne sont pas qu'une affaire de folklore et de contes. Dans les pays scandinaves, elle est fortement ancrée et en Islande, le tracé d'une autoroute fut dévié afin d'éviter un lieu réputé habité par les fées. Christine Lynch, fille de Frances Griffiths résidant en Irlande du Nord dans une région où le folklore féerique reste très présent, déclare en 2009 que les époques de crises rendent les personnes plus réceptives à « la magie des fées », et par là plus portées à y croire.

#### Témoignages

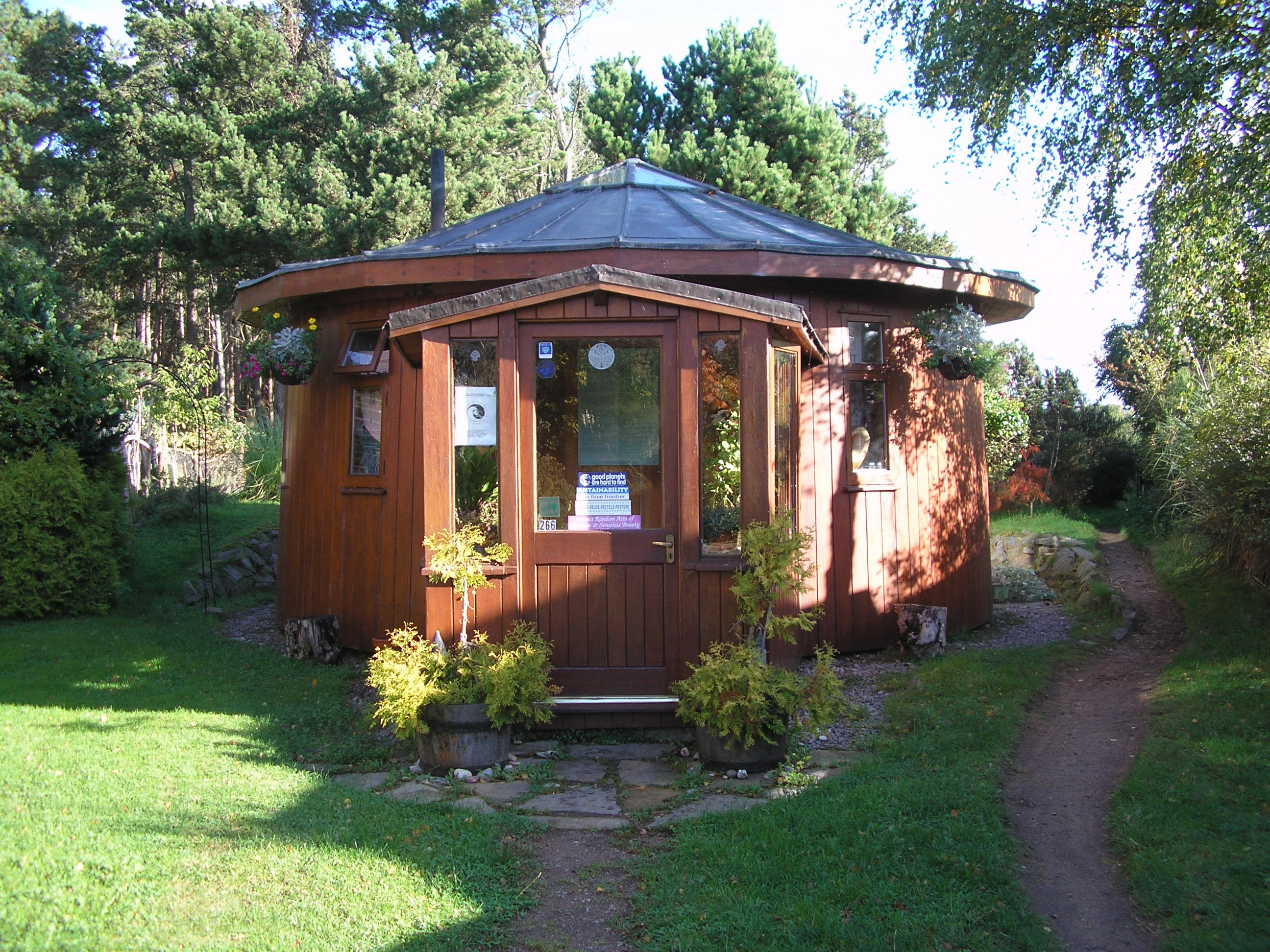
Une maison du Findhorn Ecovillage, lieu ayant la réputation d'être fréquenté par les fées qui auraient influé sur la croissance des plantes.

Conan Doyle croyait fermement en l'existence des fées, tout comme son père, Charles Altamont Doyle, qui les dessinait et assurait en voir dans ses dernières années, alors qu'il avait sombré dans l'alcoolisme et la folie. Des clairvoyants comme Geoffrey Hodson ont déclaré pouvoir décrire leurs mœurs et activités avec une grande précision. Peter Caddy, créateur du Findhorn Ecovillage, en Écosse, a affirmé avoir atteint son haut degré de maîtrise du jardinage biologique grâce à ses pratiques spirituelles et la communion avec les Devas et d'autres esprits de la nature. Des témoignages d'observations de fées sont recensés partout dans le monde, même chez des personnes qui n'ont jamais manifesté le moindre signe de croyance auparavant. Pierre Dubois pense qu'on ne peut totalement ignorer ces multiples témoignages, la question étant de savoir si on peut « se permettre de douter de la sincérité de ces clairvoyances ».

#### Les fées de Cottingley

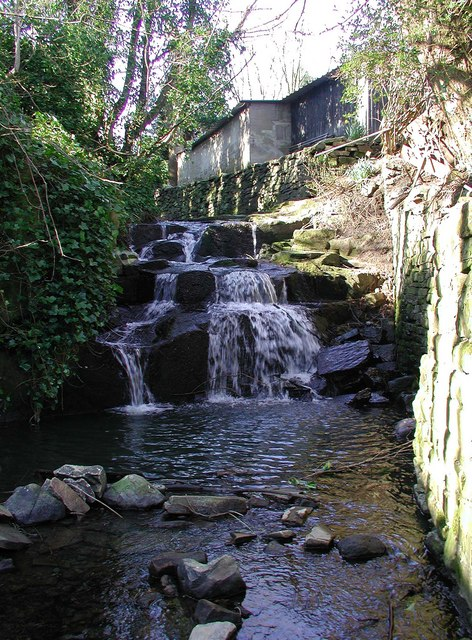
La rivière Beck à hauteur de Cottingley, où Frances et Elsie Griffiths affirment être entrées en contact avec le petit peuple.

Au sortir de la Première Guerre mondiale, la population anglaise est ouverte au merveilleux et l'affaire des fées de Cottingley en 1917 donne lieu à un long débat sur l'existence du petit peuple. Arthur Conan Doyle est persuadé de l'authenticité d'une série de cinq photographies prises par Elsie Wright et Frances Griffiths à Cottingley dans le Yorkshire au Royaume-Uni en 1917. Il publie en 1922 The Coming of the Fairies après deux articles très sérieux dans le Strand Magazine montrant ces clichés des deux filles en compagnie d'êtres du petit peuple. Soixante ans plus tard, en 1983, les deux auteurs admettent qu'il s'agissait d'une supercherie, mais Frances maintient qu'elle avait bien vu des fées. L'affaire des fées de Cottingley amène de nouvelles pistes de réflexion à travers de nombreux témoignages de personnes affirmant « jouer avec des elfes » ou « danser avec des fées » dans la région du Yorkshire, entre autres vers Skipton.

#### Théosophie
D'après les enseignements de la théosophie, les Devas, l'équivalent des anges, sont considérés comme vivant dans l'atmosphère de la planète ou à l'intérieur du Soleil, et sont censés agir sur la nature, par exemple sur le processus de la croissance des plantes. Certains Devas sont plus petits et moins importants en degré d'évolution, ils sont nommés « esprits de la nature », « élémentaux » et « fées ». La croyance en la réalité des fées de Cottingley a été forte chez les théosophes, donnant lieu à bon nombre d'explications quant à ces êtres : les esprits de la nature, élémentaires, gnomes, ondines, sylphes, salamandres et fées peuvent être observés lorsque le troisième œil est activé. Les théosophes maintiennent que les êtres moins évolués n'ont jamais été incarnés auparavant comme êtres humains, et sont considérés comme une lignée distincte de l'évolution spirituelle humaine, appelée « l'évolution deva » : si leur âme progresse, ils peuvent se réincarner en tant que Devas. Les théosophes affirment que tous ces êtres possèdent un corps éthérique composé de « matière éthérique », substance plus fine et plus pure que celle que l'on trouve sur le plan terrestre. Le théosophe Edward Gardner a effectué de longues recherches concernant le folklore féerique et entendu de multiples témoignages relatant des observations d'êtres fabuleux et, dans The Coming of the Fairies, Conan Doyle met en avant le nombre élevé de rapports d'observations de fées ou encore le fait que son ami William Riley cite le Haut-Airedale et le Wharfedale comme des lieux où sont consignées des observations de pixies comme autant d'arguments en faveur de leur existence. D'après lui, le petit peuple est aussi nombreux que la race humaine, et pourrait vivre à la surface de la Terre, séparé par une différence vibratoire.

#### Néo-paganisme
Dans la culture moderne, une preuve de la pérennité des croyances féeriques (ou une résurgence) réside dans les cultes néopaganistes ou néodruidiques. Une branche de la Wicca, nommée Faery Wicca, accorde une importance primordiale aux fées, aux gnomes, aux esprits de la nature et au petit peuple de manière générale, mais aussi au folklore qui leur est lié, aux relations qu'ils entretiennent avec la nature, et à la magie qu'ils sont censés utiliser. Cette branche a été fondée par Kisma Stepanich et suivie par quelques autres auteurs comme Edain McCoy, en s'appuyant sur les traditions irlandaises.

### Psychanalyse, philosophie et symbolique des fées

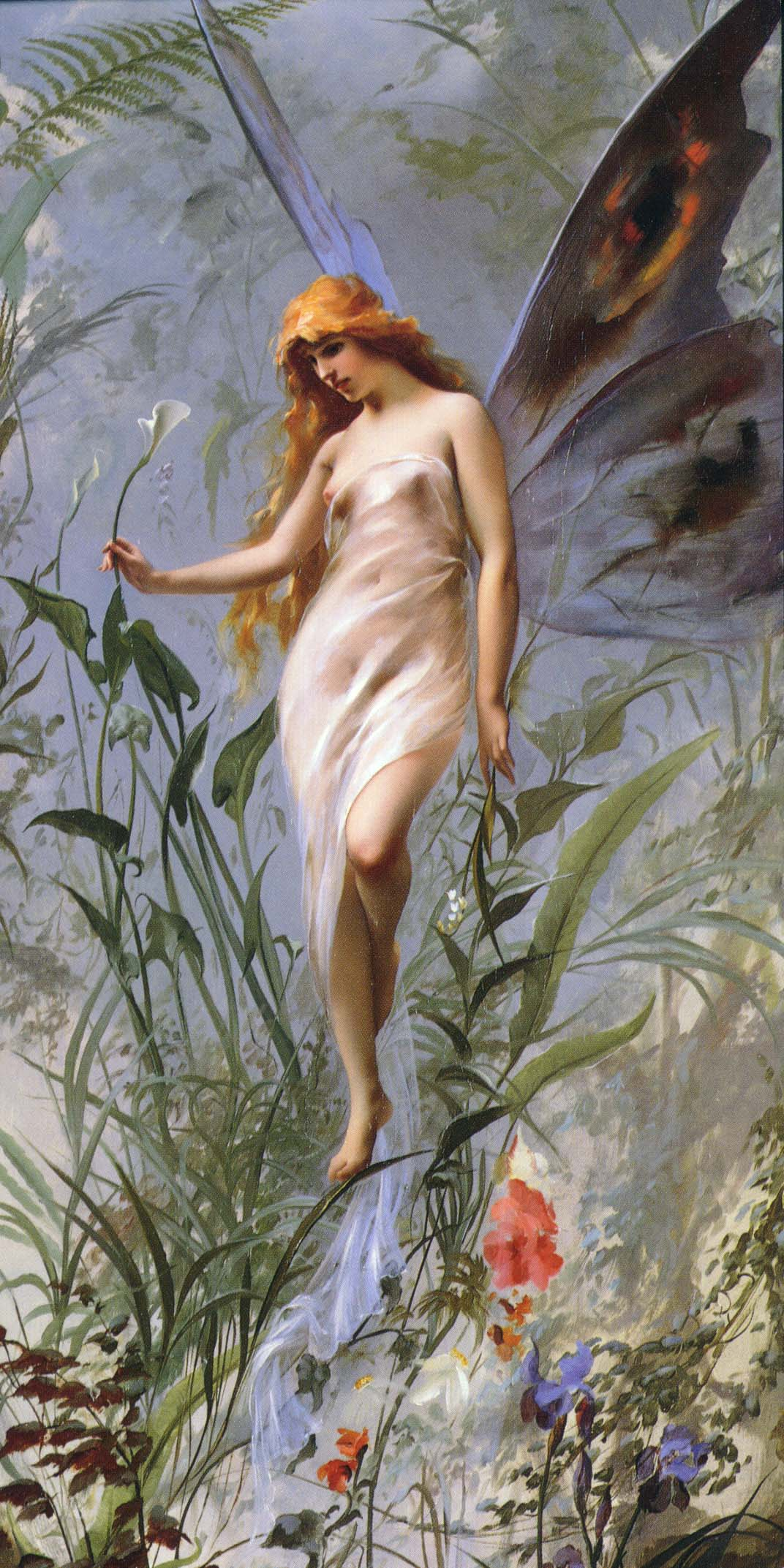
Une petite fée aux ailes de papillon, selon la représentation classique que l'on s'en fait au début du XXIe siècle. Lily Fairy par Luis Ricardo Falero, 1888.

Plusieurs écrivains tels Charles Athanase Walckenaer (Lettres sur les contes de fées attribués a Perrault, et sur l'origine de la féerie, 1826) et Alfred Maury (Les Fées du Moyen Âge : recherches sur leur origine, leur histoire et leurs attributs) en France, Johann Wilhelm Wolf et Sanford Schreiber en Allemagne, Lucy Allen Paton (Studies in the Fairy Mythology of Arthurian Romance) et Walter Evans-Wentz, (Fairy Faith in Celtic Countries) dans les pays anglo-saxons se sont livrés à de savantes recherches sur la symbolique des fées. Freud, avec L'Interprétation des rêves (1900), fut le premier à proposer une interprétation symbolique des contes de fées, expliquant ensuite dans L'homme aux loups que le conte de fées offre à l’enfant un mode de pensée qui correspond à sa représentation de lui-même. La fée est donc une image de l'enfant évoluant dans un monde d'adultes et capable de pouvoirs de transformation par son imagination. Le psychanalyste Bruno Bettelheim a proposé une version psychanalytique des contes de fées dans laquelle il montre que la fée est une figure soit positive (la bonne fée) soit négative (la mauvaise fée) de la mère. Pour le psychanalyste Géza Róheim, dans The Psychoanalytic Study of the Child, le conte de fées se rapproche du symbolisme onirique.
Pour Marie Louise von Franz, principale continuatrice du psychiatre Carl Gustav Jung, le conte de fées symbolise le processus qui permet à la personnalité de se construire de manière harmonieuse. Elle souligne que ces contes sont l’expression la plus pure et la plus simple des processus collectifs inconscients. Ainsi, chaque actant du conte de fée représente l'un de ces processus psychiques à l'œuvre dans la personnalité. La jeune fée symbolise la part la plus intime et la plus intuitive de la femme, celle encore proche de la nature intérieure alors que pour Carl Gustav Jung, la figure de la vieille fée représente l'archétype de la « Grande-mère », projection mythique de l'expérience féminine dans toutes les civilisations.
L'écrivain et essayiste Michel Le Bris voit dans les fées « l'âme du monde », des êtres créés par les hommes pour peupler la nature et leurs rêves et ainsi pouvoir les habiter, mais aussi et surtout, des êtres intermédiaires entre le monde et l'humanité.

## Dans les arts et la littérature

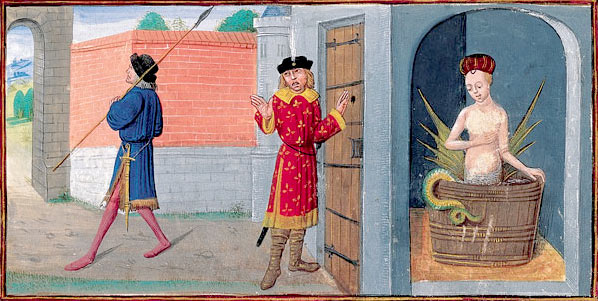
Mélusine en son bain, épiée par son époux Raimondin. Roman de Mélusine par Jean d'Arras, vers 1450-1500. BNF Fr.24383, f.19

La fée telle qu'on la connaît est une création de l'Occident médiéval,, époque qui voit la naissance littéraire de la fée Morgane, la fée Viviane, et Mélusine. D'abord présente dans la littérature grâce à des auteurs comme Marie de France et Chrétien de Troyes, elles connaissent à nouveau une vague de popularité grâce au Songe d'une nuit d'été de William Shakespeare à la fin du XVIe siècle, puis dans les contes de fées des XVIIe et XVIIIe siècles. Au XIXe, le folklore du petit peuple s'accorde avec les élans vers la nature du romantisme littéraire, et les fées profitent de la renaissance celtique (Celtic Revival). La collecte des traditions folkloriques, l'intérêt pour les mythes, contes et légendes gagnent toute l'Europe, de même que les créations originales incluant des personnages féeriques. L'époque victorienne voit la naissance de la peinture féerique. Le XXe siècle et ses productions « d'une extraordinaire richesse » incluent notamment la fée Clochette, devenue une icône de la culture populaire, mais aussi de nombreux films des studios Disney. Les romans de Tolkien éveillent chez la génération étudiante de l'époque un intérêt tout particulier le petit peuple et à sa suite, les premiers ouvrages répertoriant étudiant ces créatures connaissent le succès éditorial : Katharine Briggs, Brian Froud et Alan Lee en Angleterre, Pierre Dubois, Édouard Brasey et Marie-Charlotte Delmas en France. Quelques auteurs des littératures de l'imaginaire et bon nombre d'illustrateurs de fantasy incluent désormais les fées à leur répertoire.
Dans le monde anglo-saxon, le terme consacré de fairy tale (« conte de fées »), ambigu, est fréquemment remis en cause par les folkloristes : ils lui préfèrent celui de « wonder tale » (« conte merveilleux »), qu'ils distinguent des tales about fairies (contes à propos de fées, faisant réellement intervenir des fées).